# Boulevard Saint-Germain
Le boulevard Saint-Germain est un boulevard de la rive gauche de Paris, ainsi nommé en l'honneur de l'évêque Germain de Paris (496–576)[réf. nécessaire], et en raison de la proximité de l'église Saint-Germain-des-Prés qui lui est dédiée.

## Situation et accès
Long de 3 150 mètres et large de 30 mètres environ, le boulevard Saint-Germain part de la Seine au coin du quai Saint-Bernard et face à l'île Saint-Louis, dans le 5e arrondissement, longe le fleuve à quelques centaines de mètres au pied de la montagne Sainte-Geneviève, puis traverse le 6e arrondissement et rejoint à nouveau la Seine au niveau du quai d'Orsay, dans le 7e arrondissement. C'est la principale voie du Quartier latin, avec le boulevard Saint-Michel et du faubourg Saint-Germain.

## Origine du nom
Son nom lui vient du faubourg Saint-Germain que traverse le boulevard.

## Historique
C'est l'un des projets conçus personnellement par le baron Haussmann lors des travaux de transformation de Paris sous le Second Empire. Il complétait sur la rive gauche les boulevards de la rive droite et facilitait la desserte est-ouest des quartiers centraux sur la rive gauche. Il ne fut cependant achevé que sous la IIIe République, par l'ouverture de son tronçon central (entre les rues Hautefeuille et des Ciseaux) en 1877.
Le percement du boulevard Saint-Germain a entraîné la démolition d'un nombre important d'anciens hôtels du faubourg Saint-Germain. Il a également absorbé plusieurs rues, dont notamment :
- la rue des Noyers, entre la place Maubert et la rue de la Harpe (y compris l'ancienne rue du Foin, entre la rue Saint-Jacques et la rue de la Harpe, qui lui a été réunie en 1851) ;
- la rue des Deux-Portes-Saint-André, entre la rue Hautefeuille et la rue de la Harpe (dans la partie incorporée au boulevard Saint-Michel) ;
- la partie occidentale de la rue de l'École-de-Médecine (entre la place Henri-Mondor — avec la statue de Danton — et la rue de Buci), autrefois dénommée sur cette section « rue des Boucheries » (on y comptait vingt-deux étals de boucherie pendant la Révolution) ;
- une partie de la cour du Commerce-Saint-André ;
- la rue d'Erfurth ;
- la rue Childebert ;
- la place Gozlin ;
- la partie de la rue Gozlin touchant à la même rue de Buci ;
- le carrefour Saint-Benoît ;
- la rue Taranne (entre la rue de Rennes et la rue des Saints-Pères) ;
- la partie orientale de la rue Saint-Dominique (à partir de la rue des Saints-Pères) ;
- la halle aux Veaux.

On peut constater que plusieurs maisons de ces rues disparues ont été conservées, car elles se trouvaient par hasard dans l'alignement du boulevard. On peut ainsi retrouver le côté impair de la rue de l'École-de-Médecine place Henri-Mondor ; son côté pair entre la rue de Seine et la rue de Buci ; tout le côté impair de la rue Taranne ; et tout le côté pair de la rue Saint-Dominique.
En octobre 1896, à l'occasion de leur visite en France, le tsar russe Nicolas II et son épouse Alexandra empruntent le boulevard Saint-Germain, le trajet devant les conduire à l'ambassade de Russie.
Le 11 mars 1918, durant la Première Guerre mondiale, les nos 211, 213 bis, 231, 240, 242 et 246 boulevard Saint-Germain sont touchés lors d'un raid effectué par des avions allemands.

Le 30 mars 1918, un obus lancé par la Grosse Bertha explose au carrefour Saint-Germain-Buci. Le 5 août 1918, un autre obus tombe au no 179.
En décembre 1958, entre 6 000 et 7 000 manifestants étudiants du Quartier latin qui voulaient marcher en direction du palais Bourbon sont stoppés par des gardiens de la paix au carrefour des boulevards Saint-Michel et Saint-Germain. Peu après, l'Assemblée nationale vote à l'unanimité un vœu condamnant des violences policières.
Une partie des événements de Mai 1968 se déroula sur le boulevard.
Le boulevard a longtemps abrité des maisons d'édition et des librairies, par exemple des éditions médicales à proximité de la faculté de médecine. Au fil des années, elles ont tendance à être remplacées par des magasins de mode et des restaurants.

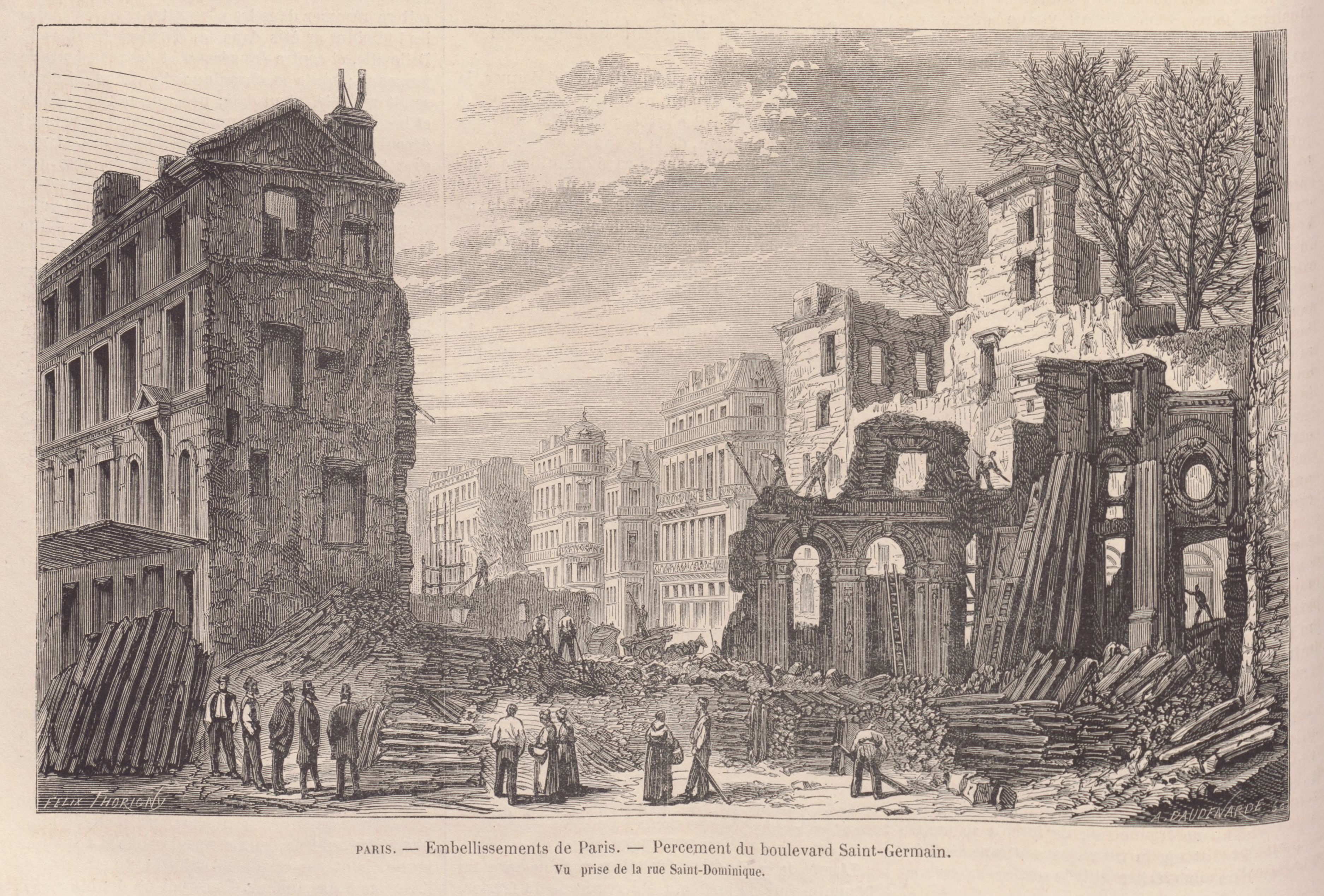
Le percement du boulevard Saint-Germain vu depuis la rue Saint-Dominique, en février 1870[9].
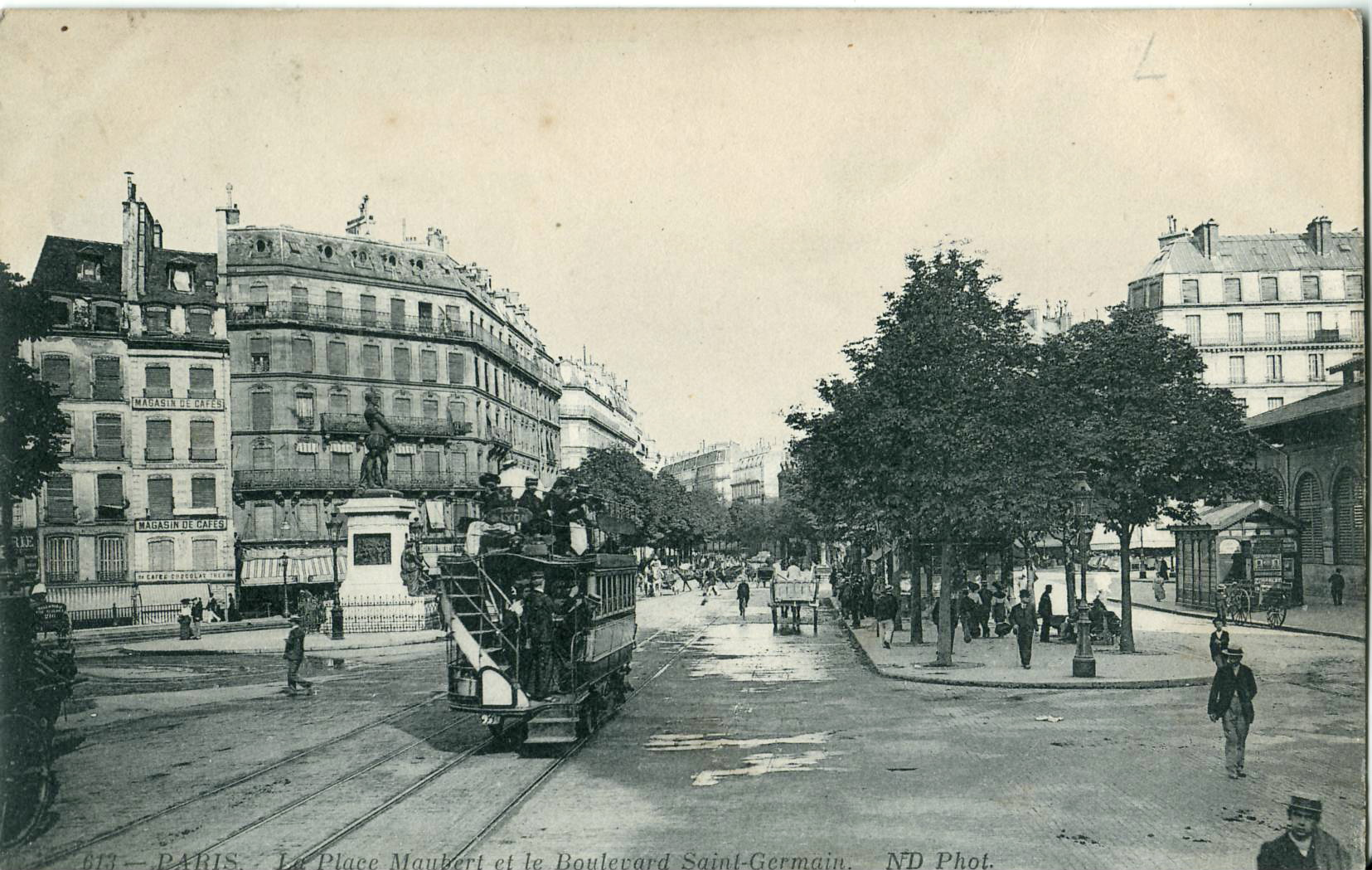
Le boulevard à la hauteur de la place Maubert animée par les tramways à impériale de la Compagnie générale des omnibus, au début du XXe siècle.
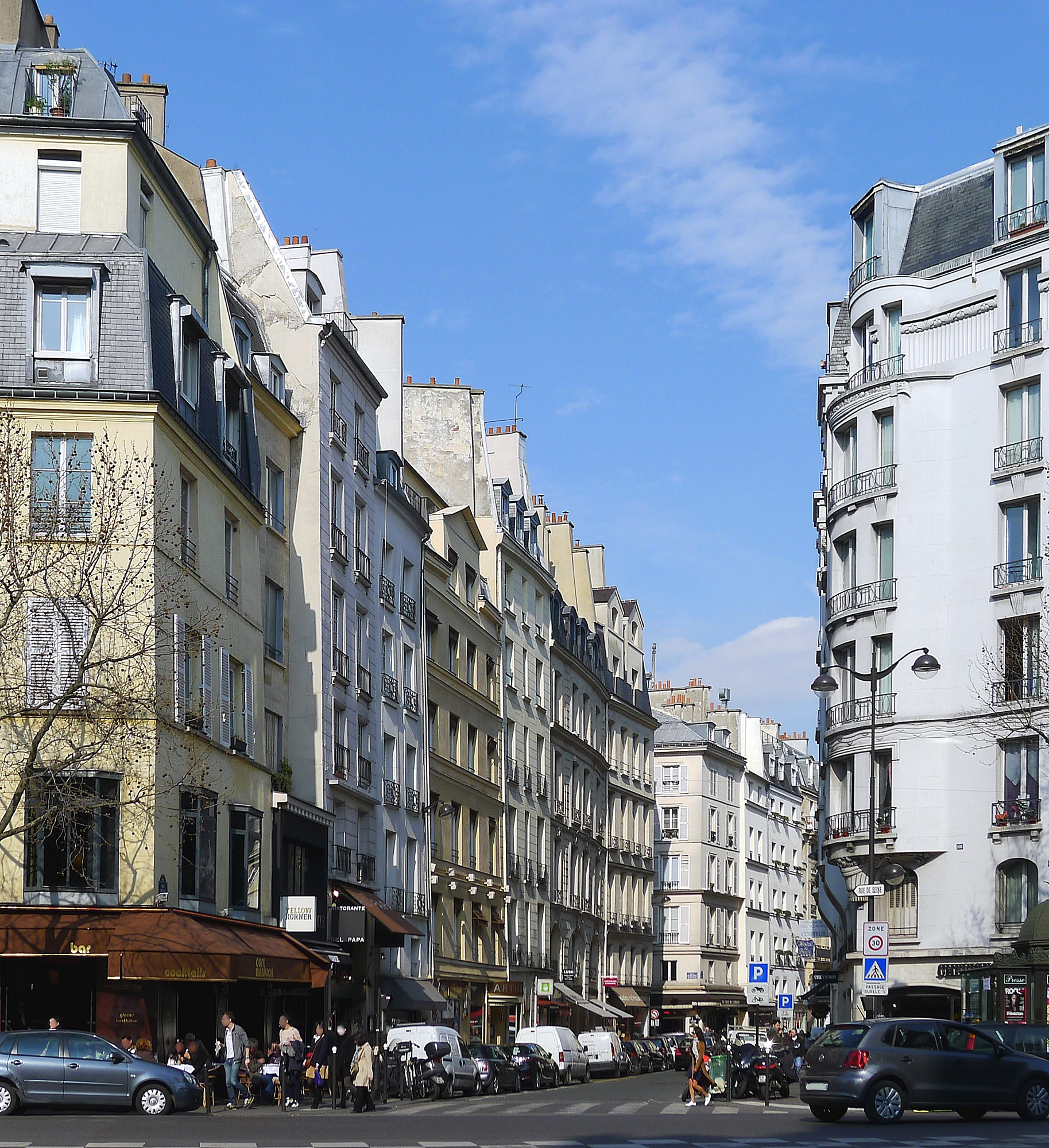
La rue de Buci vue depuis le boulevard Saint-Germain, en 2012.
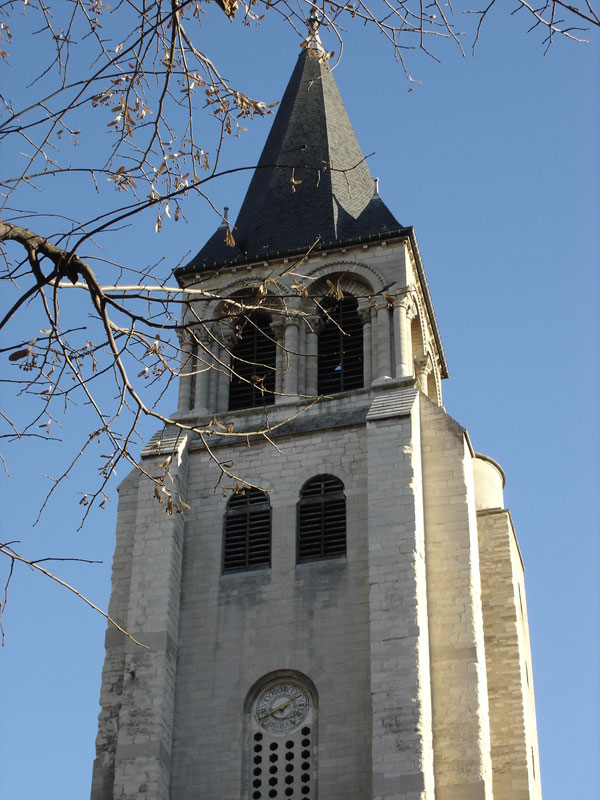
Le clocher de l'église Saint-Germain-des-Prés.

## Bâtiments remarquables et lieux de mémoire

### Section du5earrondissement: du pont Sully au boulevard Saint-Michel

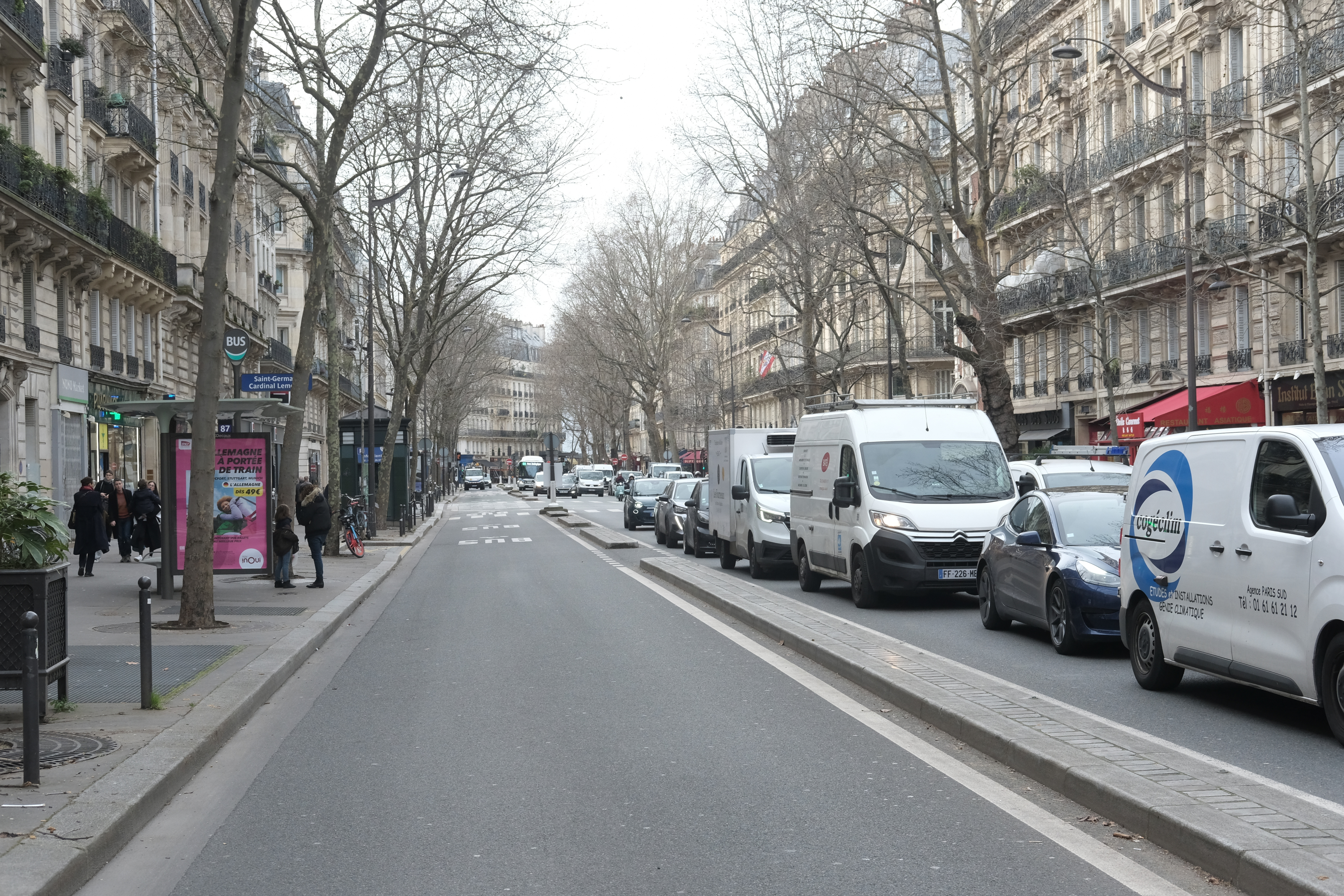
Le boulevard Saint-Germain vu depuis la rue du Cardinal-Lemoine en direction de la place Monge.

- No 5 : le photographe Eugène Pirou a eu ses studios dans cet immeuble en 1889[10].
- No 7 bis : immeuble étroit construit à la place du mur de l'enceinte de Philippe Auguste[11]. Selon Alexandre Gady, il s’agit d’un ancien passage issu d’un lotissement du début du XIXe siècle[10].
- No 11 : emplacement du bar Le Thélème, lieu d’une fusillade entre la police et le gang des « Pieds-Noirs » des frères Zemour, le 28 février 1975[12].
- No 20 : consulat général d'Uruguay dans les années 1920[13].
- No 21 : immeuble de 1881-1882 construit par l’architecte Jean Boussard[14]. Les cariatides encadrant l’entrée, privées de bras et de jambes, sont en outre tournées de profil (on en trouve un autre exemple au 66, avenue Kléber, à l’entrée d’un immeuble également réalisé par Jean Boussard).
- No 37 : André Pieyre de Mandiargues et Henri Cartier-Bresson y vécurent. Leonor Fini y vécut également, lors de sa liaison avec Mandiargues commencée en 1932[15].
- No 43 : ici avait lieu pendant le siège de Paris le conseil municipal de Bourg-la-Reine, qui se réunit de septembre 1870 au 14 mars 1871 dans un premier temps, dans l'ancien immeuble (l'immeuble actuel date de 1890), puis au no 64 rue de Rennes[16].
- No 45 : Georgette Elgey y a vécu jusqu’à sa mort[17]
- No 47 : restaurant Le village Ronsard. Dans le film de Jean-Pierre Melville, Le Cercle rouge tourné en 1970, Bourvil habite au-dessus du restaurant.
- No 53 : hôtel particulier du XVIIIe siècle, autrefois situé rue des Noyers. Armand Salacrou y a vécu[18].
- No 57 : bâtiment de l'École spéciale des travaux publics, construit à l'emplacement d'une rangée de maisons anciennes dont l'une vit naître Alfred de Musset en 1810.
- No 65 : hôtel particulier du XVIIIe siècle, autrefois situé rue des Noyers[19].

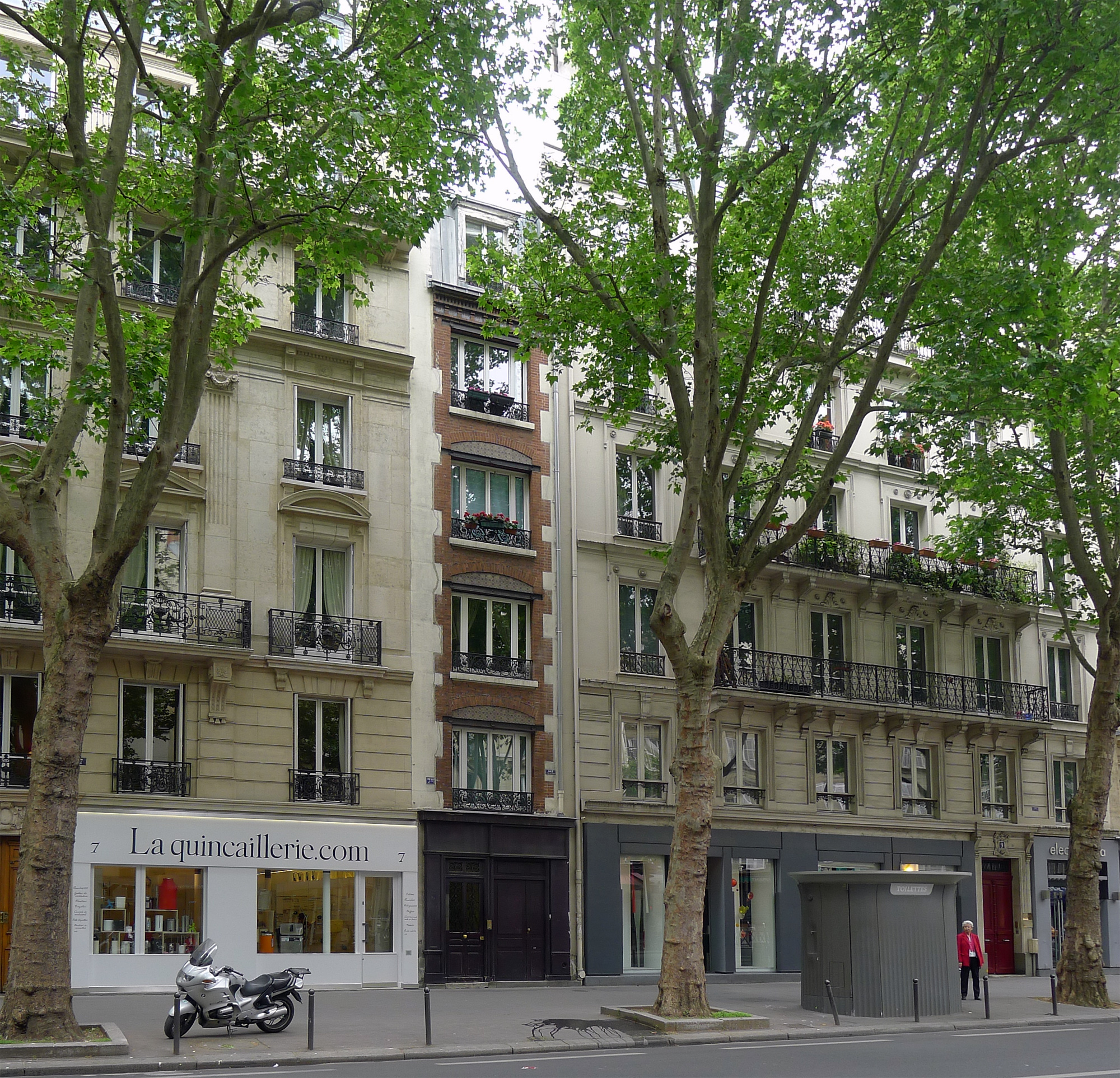
No 7 bis.
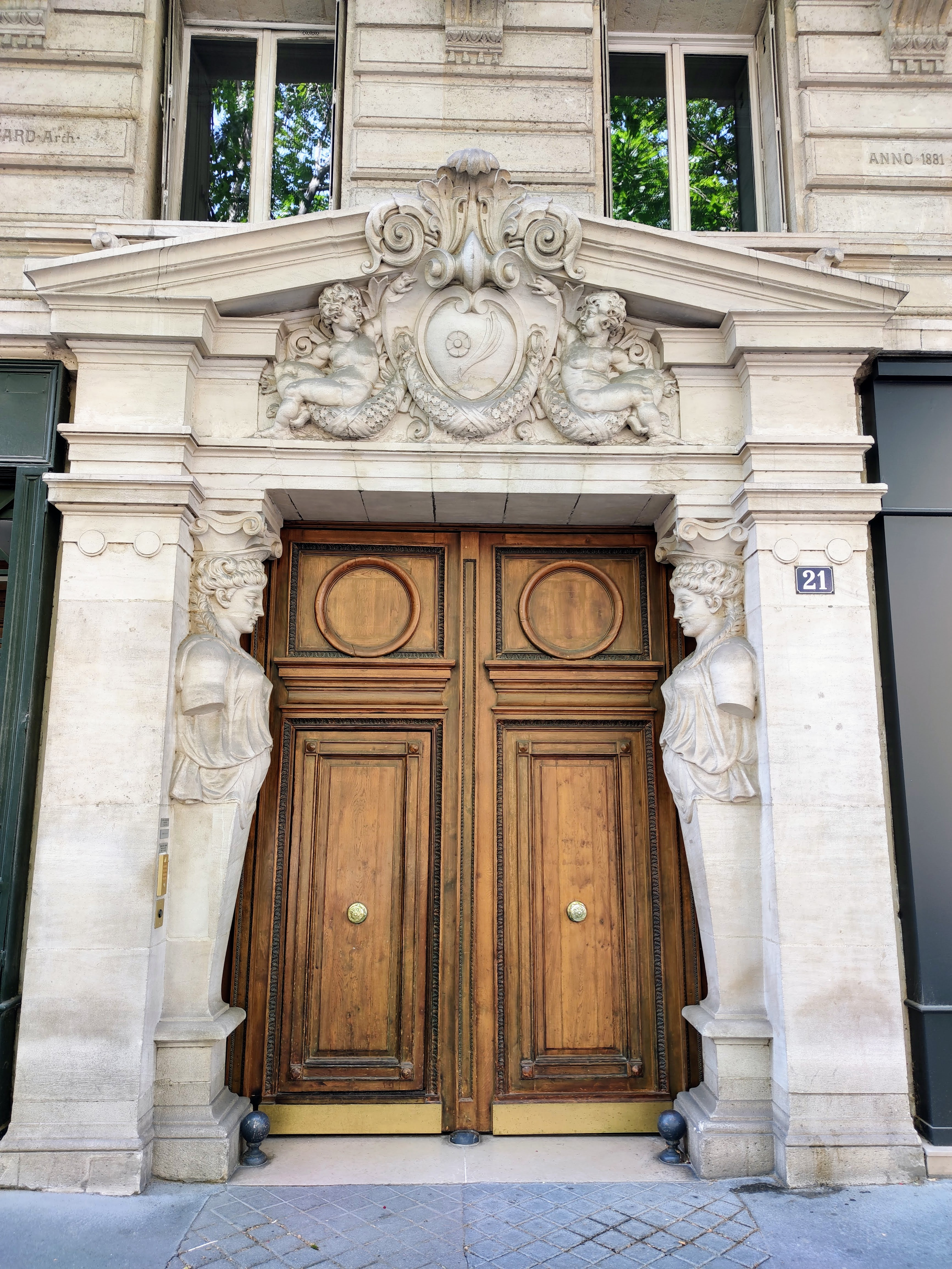
No 21 : entrée.
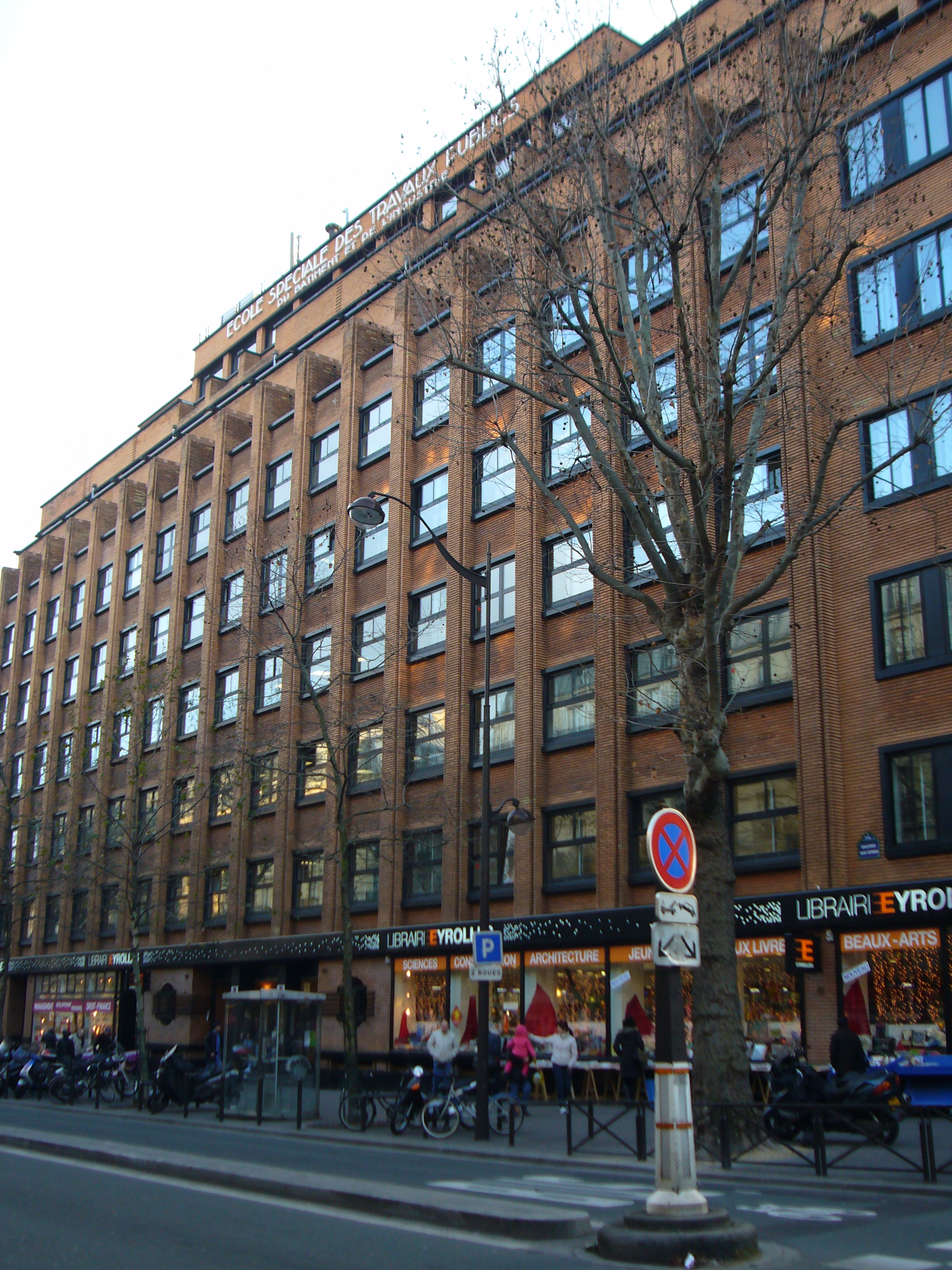
No 57 : École spéciale des travaux publics, du bâtiment et de l'industrie.
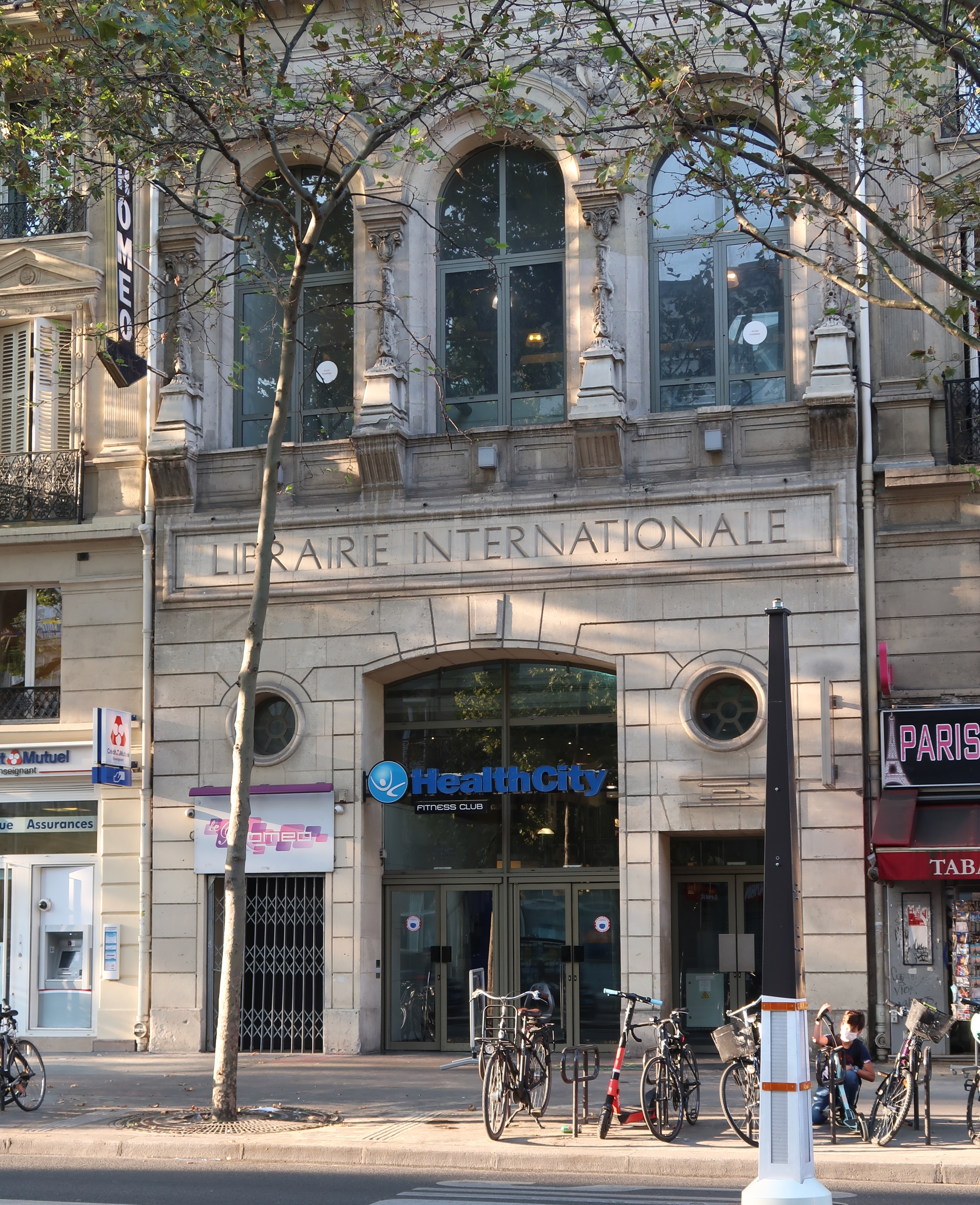
No 71.
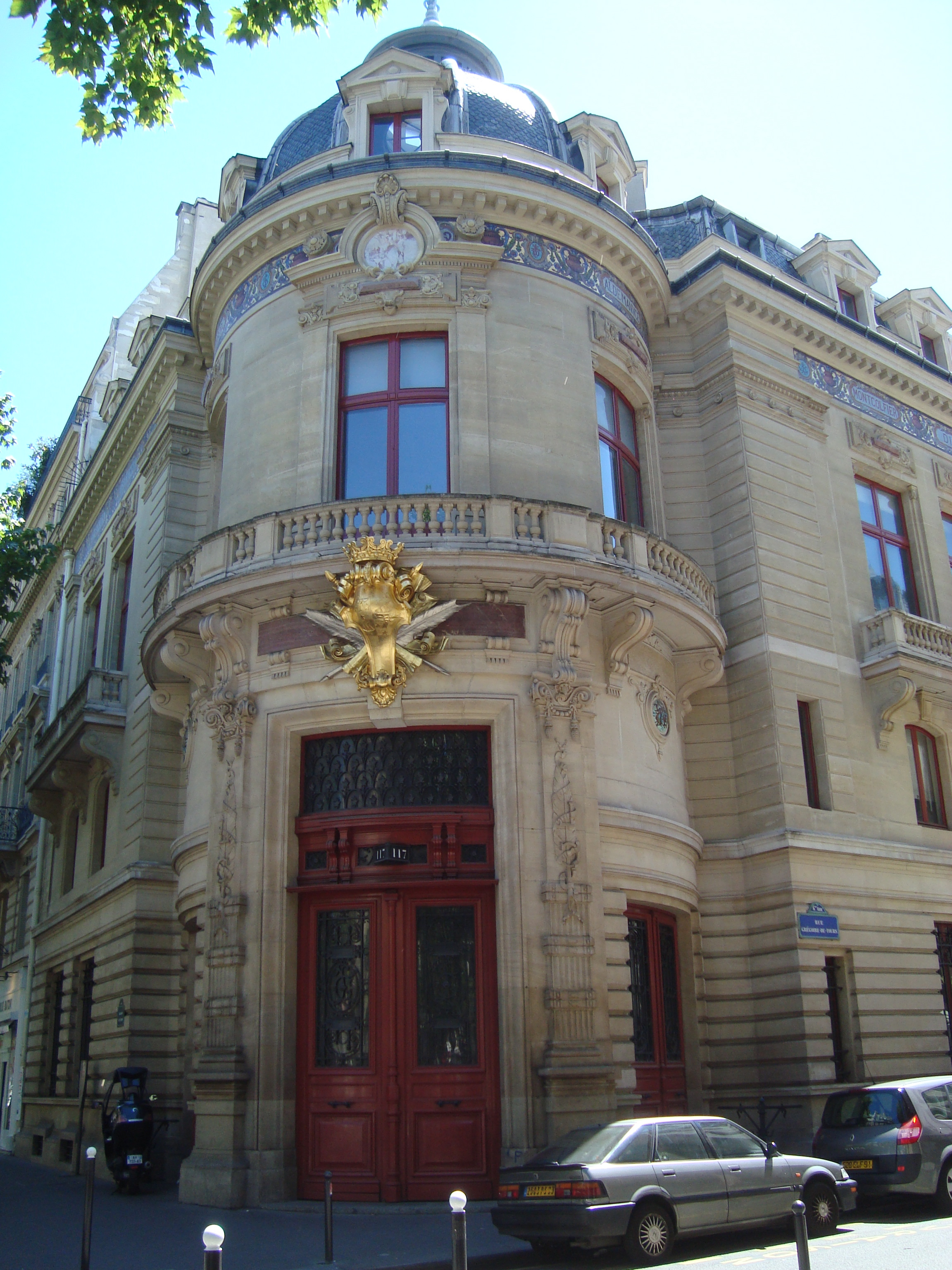
No 117 : Cercle de la librairie.

- No 71 : en 1864 est construit le théâtre de Cluny, sur une partie du site de l'ancien couvent des Mathurins qui vient d'être démoli. Jusqu'à la fin du XIXe siècle, il est célèbre pour les opérettes et les pièces de boulevard qui y sont jouées. En 1933, il est transformé en cinéma[Note 1], renommé Cluny-Palace, conservant sa façade d'origine et sa salle de neuf cents places dotée d'un balcon. En 1948, François Truffaut y organise des séances de son cercle Cinémane. Durant l'été 1972, la salle est scindée en deux sur la hauteur, chacune proposant trois cent cinquante places. Le cinéma ferme une première fois en 1985, est repris par une nouvelle équipe qui le rouvre l'année suivante en orientant la programmation vers les films d'art et essai mais le Cluny-Palace finit par définitivement fermer en 1989[21]. En 1991, la Fnac y installe une librairie internationale, proposant des ouvrages dans des langues principalement européennes, ainsi qu'en arabe et dans certaines langues asiatiques. Sur trois niveaux, l'immeuble fait alors 1 000 m2 de surface[22]. Si l'enseigne Librairie internationale a été conservée sur la façade, lui succèdent un magasin de micro-informatique puis, jusqu'à nos jours, un centre de salles de sports[23],[20].
- No 74 : immeuble où demeura et se pendit le docteur Simon Noël Dupré (1814-1885), professeur d'anatomie et de chirurgie, poète, chansonnier et homme politique français[réf. nécessaire].

### Section du6earrondissement: du boulevard Saint-Michel à la rue des Saints-Pères
- No 79 : librairie Hachette, fondée en 1826 par Louis Hachette, remplacée par une banque depuis 1994. Sur le mur même de la librairie, on pouvait lire une plaque rappelant l'emplacement de l'hôtel d'Aligre où Charles Baudelaire est né en 1821[24] ; le trophée de la première Coupe de France de football y fut exposé pendant plusieurs semaines aux yeux du public, avant la finale jouée le 5 mai 1918[25].
- No 87 : Édouard Branly (1844-1940), physicien et médecin français, pionnier de la radio, habita cet immeuble[réf. nécessaire].
- No 90 : l'architecte Charles Garnier y est mort ; une plaque lui rend hommage.
- No 99 : cinéma UGC Danton.
- No 104 : le médecin Arnold Netter y a vécu ; une plaque lui rend hommage.
- No 108 : le Journal des économistes y tint son siège au XIXe siècle et au XXe siècle.
- No 111 : siège de La Revue politique et littéraire et de La Revue scientifique dans les années 1870-1890.
- No 112 : appartement de Pierre-Charles Pathé, et siège du Comité des intellectuels pour l'Europe des libertés[26]
- No 113 : cinéma MK2 Odéon (côté Saint-Germain).
- No 114 : « maison à loyer » (Victor-Auguste Blavette architecte)[27]. Dernier domicile parisien d’Yves Montand, où un hommage lui fut rendu à sa mort le 9 novembre 1991.
- No 117, à l'angle de la rue Grégoire-de-Tours : immeuble construit en 1877-1879 par Charles Garnier pour le Cercle de la librairie, association professionnelle des métiers du livre. Le bâtiment sur la rue Grégoire-de-Tours a été prolongé à la fin du XIXe siècle. Il abrite aujourd'hui l'école de journalisme et l'école urbaine de l'Institut d'études politiques de Paris.
- No 120 : plaque de la Ville de Paris en hommage au docteur Pierre Simon[28]. Au dessus de la porte d'entrée se trouve la marque de la Librairie Masson.
- No 123 : la Librairie polonaise de Paris.
- No 124 : cinéma UGC Odéon.
- No 126 : l'écrivain Gilbert Cesbron y vit de 1946 à 1979 ; une plaque lui rend hommage.
- Entre les nos 133-135 : une plaque rappelle les massacres de Septembre 1792.

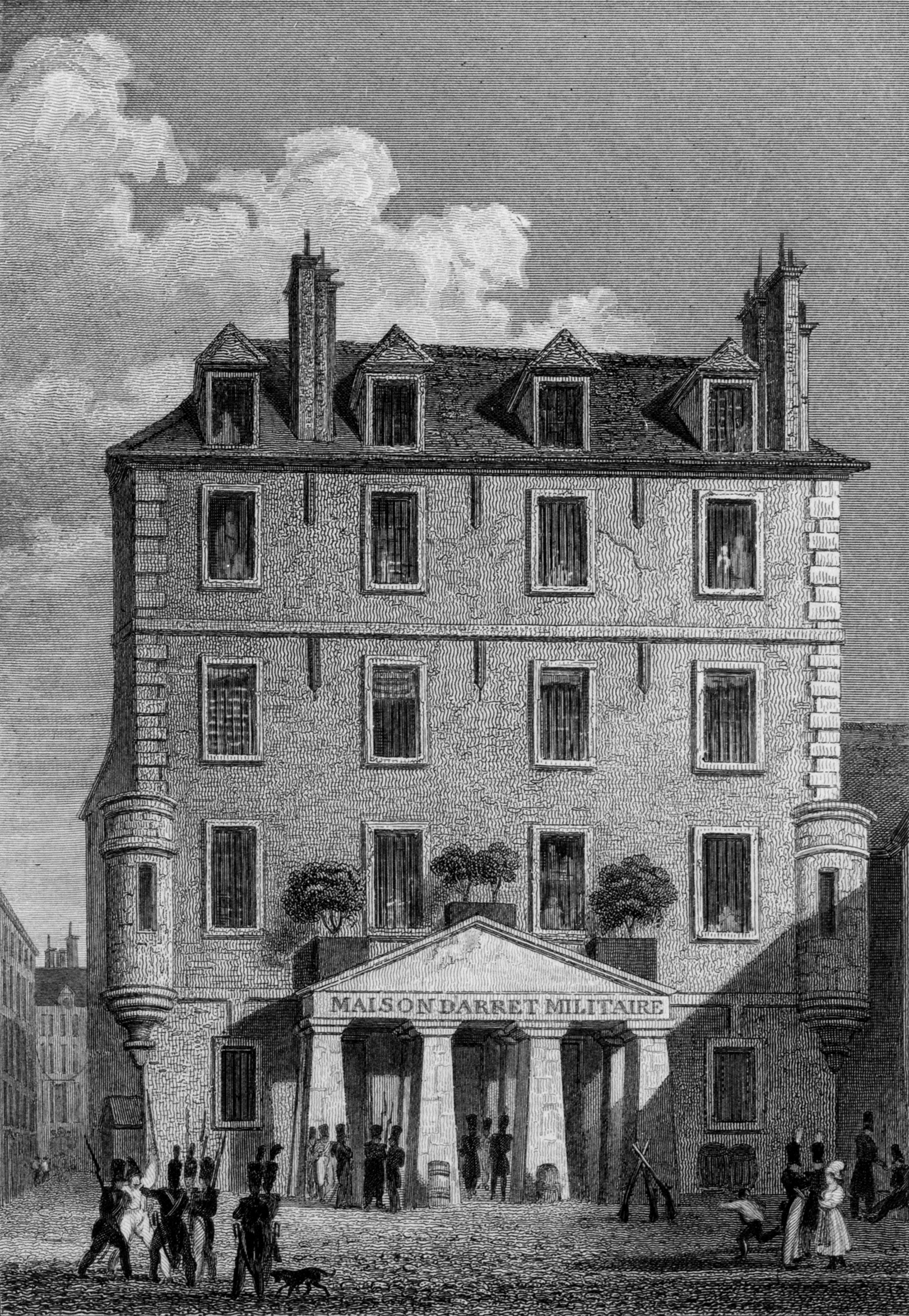
La prison de l'Abbaye, gravure (1831).
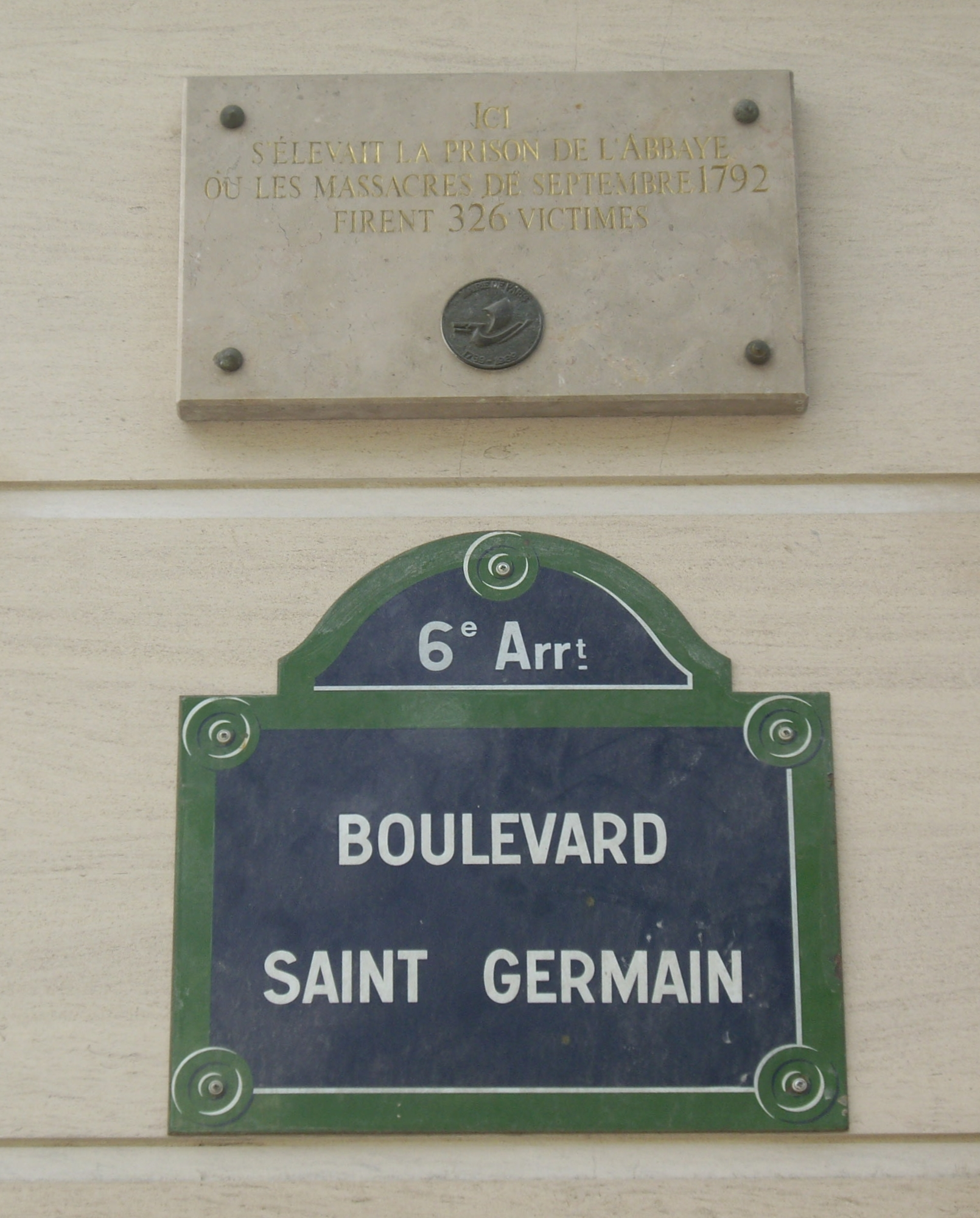
Plaque au no 133, posée pour le bicentenaire de la Révolution.

- No 136 : l'anarchiste Ravachol fit en partie sauter cette maison le 11 mars 1892. Dans les années 1930, l'immeuble est acheté par un couple de commerçants juifs venus de Roumanie, dont hérite ensuite leur fille Yolande. Emprisonnée dix ans en Roumanie pour des raisons politiques, celle-ci revient ensuite à Paris, s’installe au sixième étage du bâtiment, loue le reste des appartements et gère au rez-de-chaussée une boutique de vêtements pour hommes avec son mari. Il meurt de la maladie de Parkinson dans les années 1990. Sans enfant, elle consacre alors son héritage à lutter contre cette maladie avec la fondation de France, créant à cet effet la fondation Schutzman-Zisman, du nom de ses parents, désormais inscrit au-dessus de la porte de l'immeuble[29].

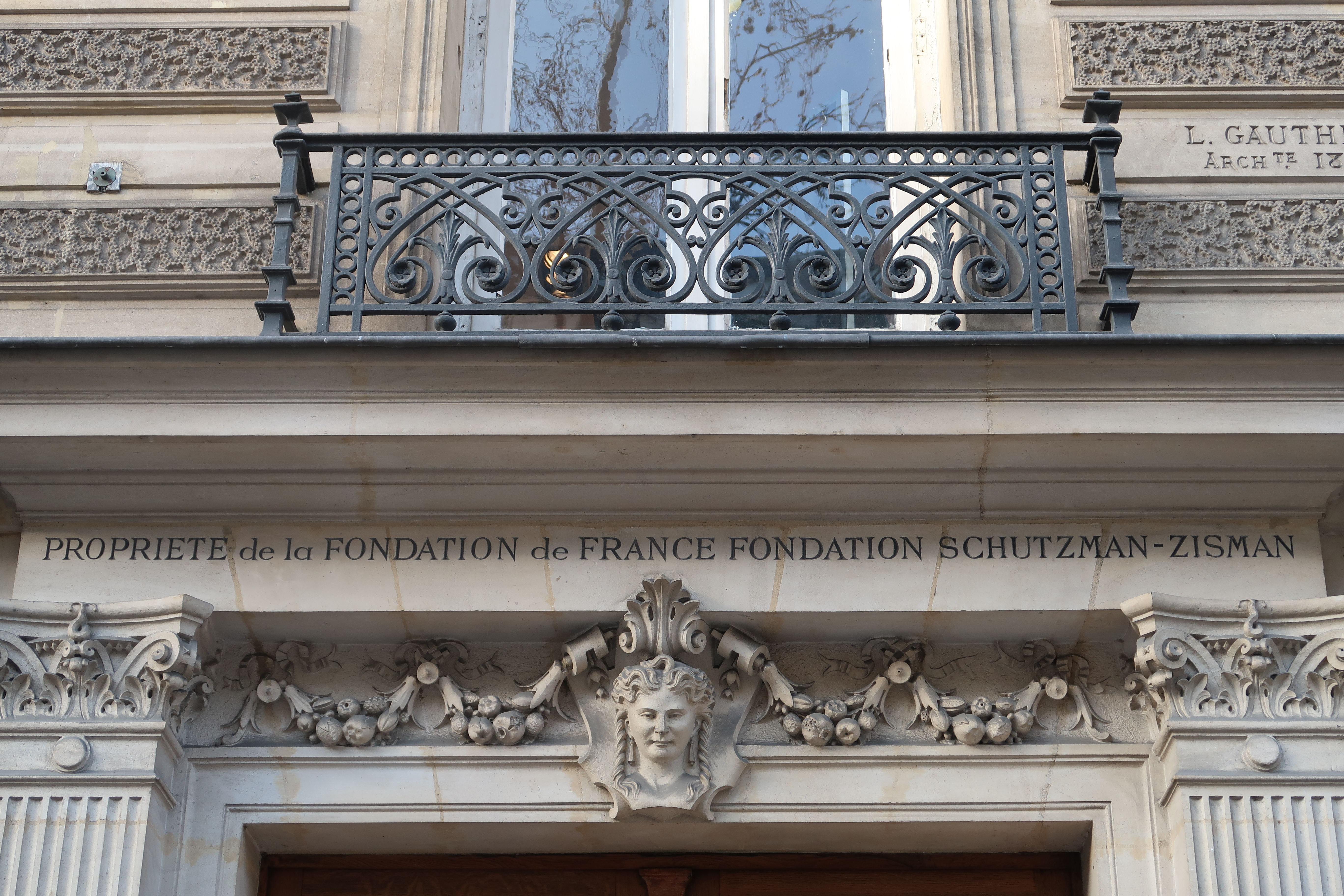
Inscription au no 136.

- No 139 : au rez-de-chaussée de l'immeuble à cette adresse, situé à un angle d'une placette arborée, un café aujourd'hui disparu, Le Saint-Claude[30], fut lieu de rencontre pour les intellectuels et les artistes grecs exilés en France pendant la période de sept ans (1967-1974) de la dictature des colonels[31]. Le Saint-Claude et sa fréquentation à cette époque inspirent plus tard un livre à un de ces anciens exilés, l'écrivain Vassílis Vassilikós[32] : Καφενείον Εμιγκρέκ Ο Άγιος Κλαύδιος (Cafeion Emigrek O Agios Claudios), ouvrage publié en 1998.
- Nos 141 à 147 (au niveau de la place Jacques-Copeau) : immeubles faisant partie de la rue Gozlin avant les années 1860.
- No 142 : le restaurant Vagenende, ancien bouillon datant de 1905. Vagenende était le nom du propriétaire en 1920.
- No 143 : l’hôtel Madison. André Malraux y a passé l’hiver 1937[réf. nécessaire].
- No 145 : Monument à Diderot par Jean Gautherin (1886)[33], rappelant le lieu où il habitait, alors rue Taranne ; galerie Steph Simon dans les années 1950.
- No 145 : brasserie Lipp. Le leader de l'opposition marocaine Mehdi Ben Barka fut enlevé devant en 1965 ; une plaque lui rend hommage.
- No 147 : l'historien de l'art Élie Faure (1873-1937) a habité au dernier étage, de 1913 à sa mort[34],[35].
Siège de la Ligue nationale contre l'alcoolisme (1905-1950)[36],[37].
- No 149 : à l'angle de la rue de Rennes, ancien drugstore Publicis, ouvert en 1965, le deuxième lancé par le groupe en France (le premier étant situé 133, avenue des Champs-Élysées). Bar, restaurant, magasin (tabac, parfumerie, pharmacie, kiosque, etc.), ouvert à des horaires très tardifs pour l'époque et ciblant la jeunesse, il reprend un concept observé par le dirigeant de Publicis Marcel Bleustein-Blanchet aux États-Unis. Slavik est une nouvelle fois chargé de la décoration. En 1974, un attentat terroriste commis par Carlos y fait deux morts et 34 blessés. Le chanteur Serge Gainsbourg était un habitué. Jusqu'au milieu des années 1980, il accueillait entre 2000 et 3000 visiteurs par jour. En 1995, trop exigu au goût du public, la fermeture du drugstore est annoncée, laissant place deux ans plus tard à une boutique Armani[38].
- Nos 151 à 175 : immeubles faisant partie de la rue Taranne avant les années 1860.
- No 153 : l'historien et homme politique polonais Joachim Lelewel y a vécu en 1832 ; une plaque lui rend hommage.
- No 155 : le peintre Antonio de La Gandara (1861-1917) y demeurait à sa mort[39].
- No 166 : La Rhumerie, bar fréquenté notamment par Antonin Artaud[réf. nécessaire].
- No 167 : le résistant François Faure y a vécu ; une plaque lui rend hommage.
- No 168 : ancienne Librairie franco-hispano-américaine, et siège des éditions Louis-Michaud (1905-1931), reprises par Valdemar Rasmussen ; la librairie, continuée par René Rasmussen, ferme en 1960[40],[41].
- Face au no 168 sur l'actuel boulevard, immédiatement à l'ouest de l’actuel passage de la Petite-Boucherie) : emplacement de la prison de l'Abbaye (démolie)[42].
- No 168 bis : le square Félix-Desruelles résulte de la démolition des maisons qui enserraient l'église Saint-Germain-des-Prés jusqu'au milieu du XIXe siècle. Il abrite le Monument à Bernard Palissy par Louis-Ernest Barrias (1883)[43] et, contre le mur de l'immeuble voisin, une façade en grès émaillé conçue par l'architecte Charles-Auguste Risler et le sculpteur Jules Coutan pour illustrer l'utilisation des produits de la manufacture nationale de Sèvres lors de l'Exposition universelle de 1900 à Paris.

Quelques cafés célèbres
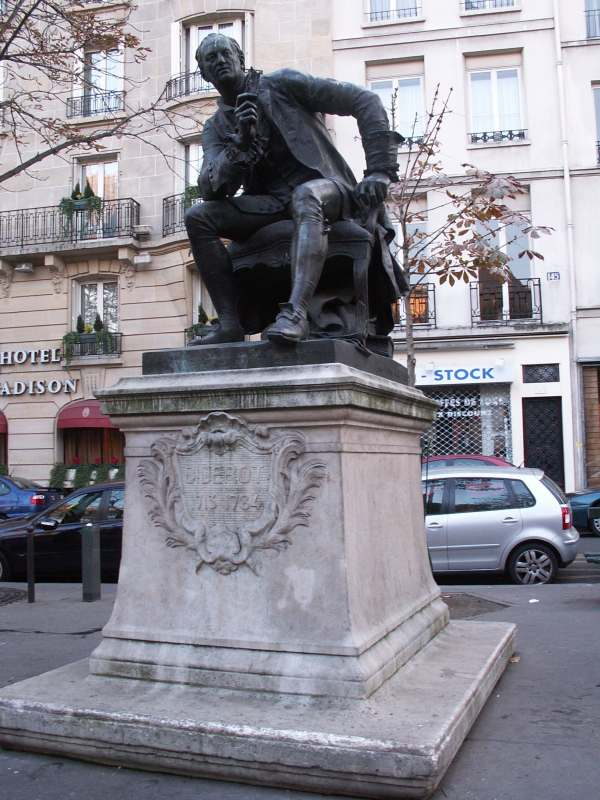
Monument à Diderot par Jean Gautherin.
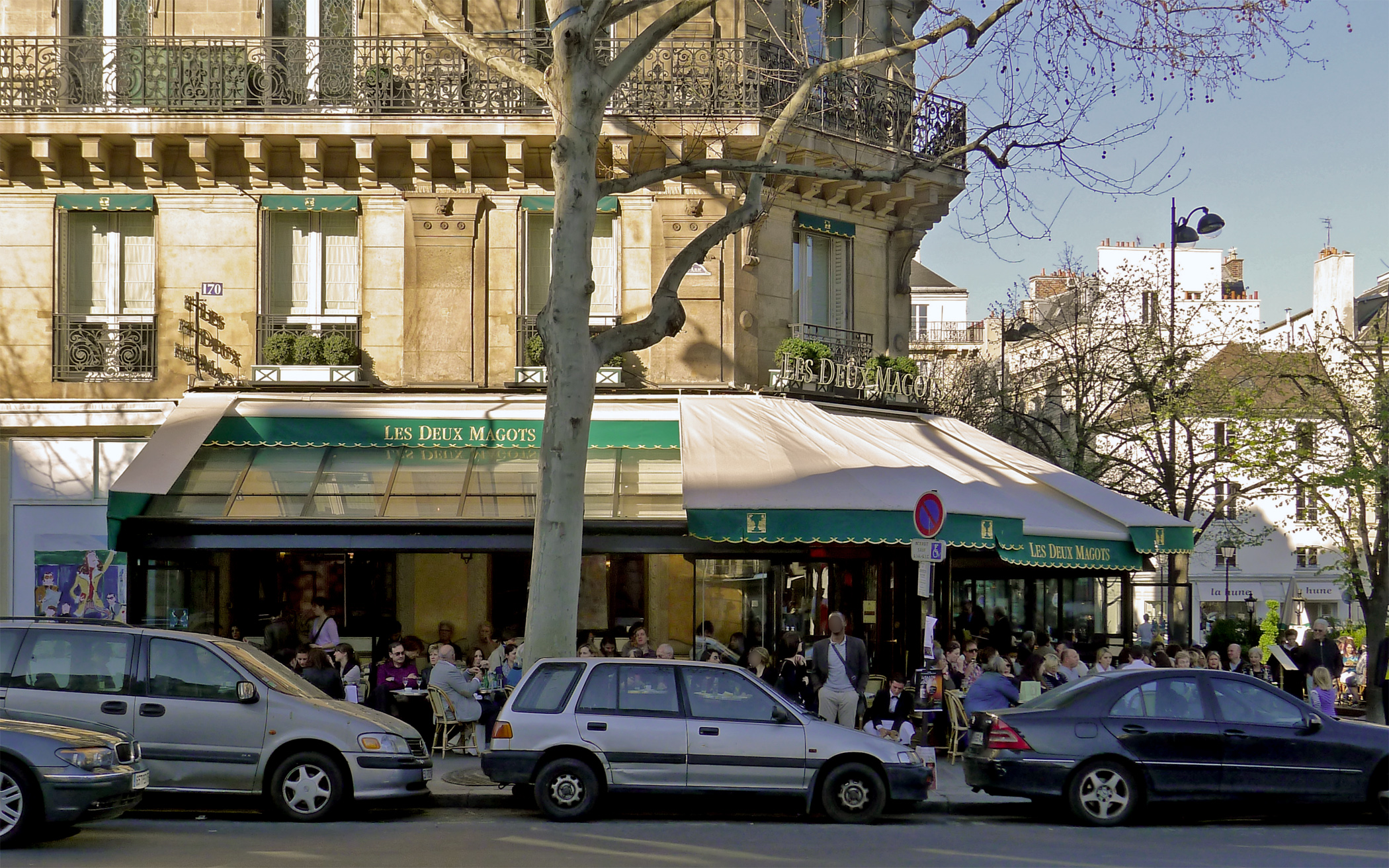
Les Deux Magots.
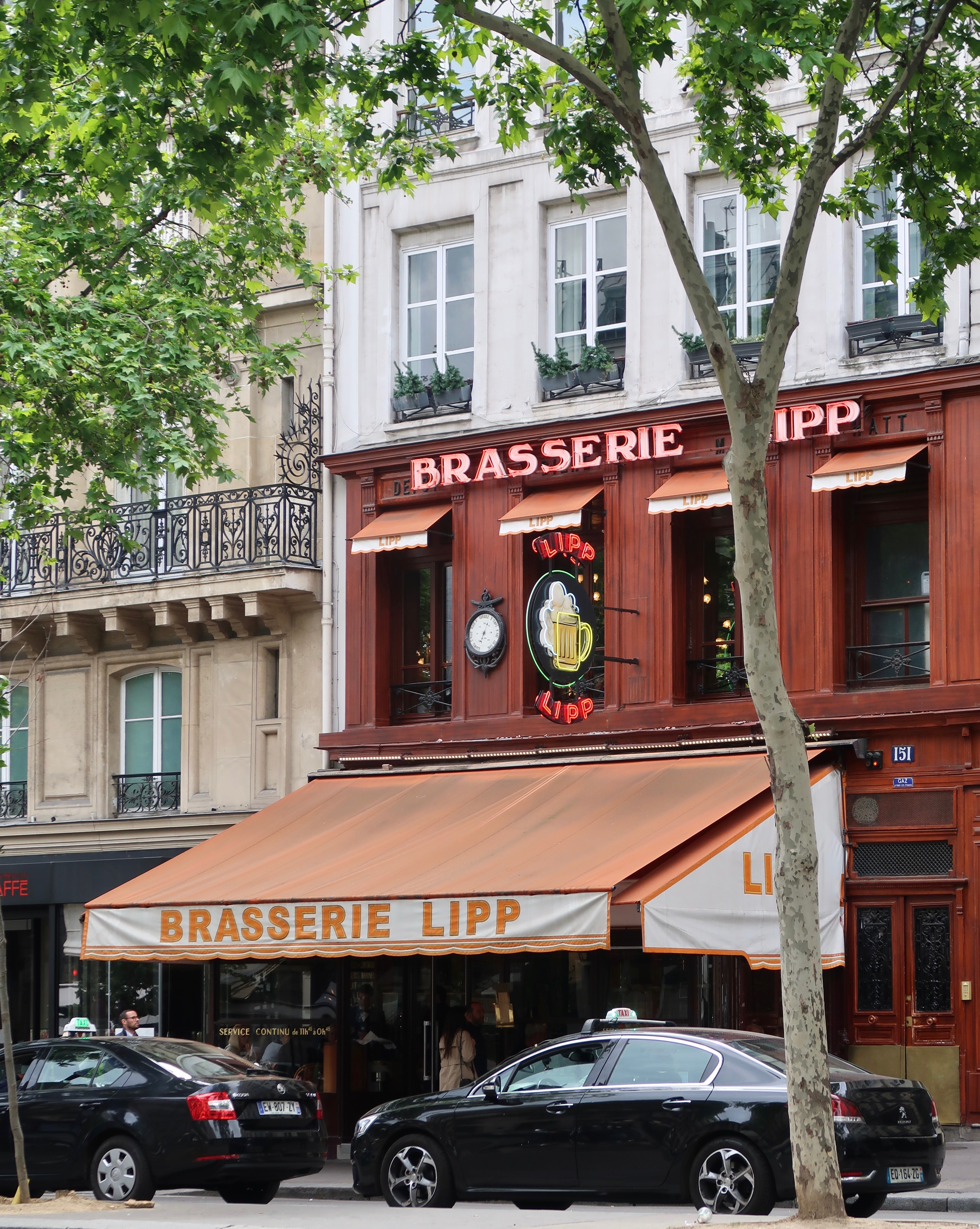
La brasserie Lipp.
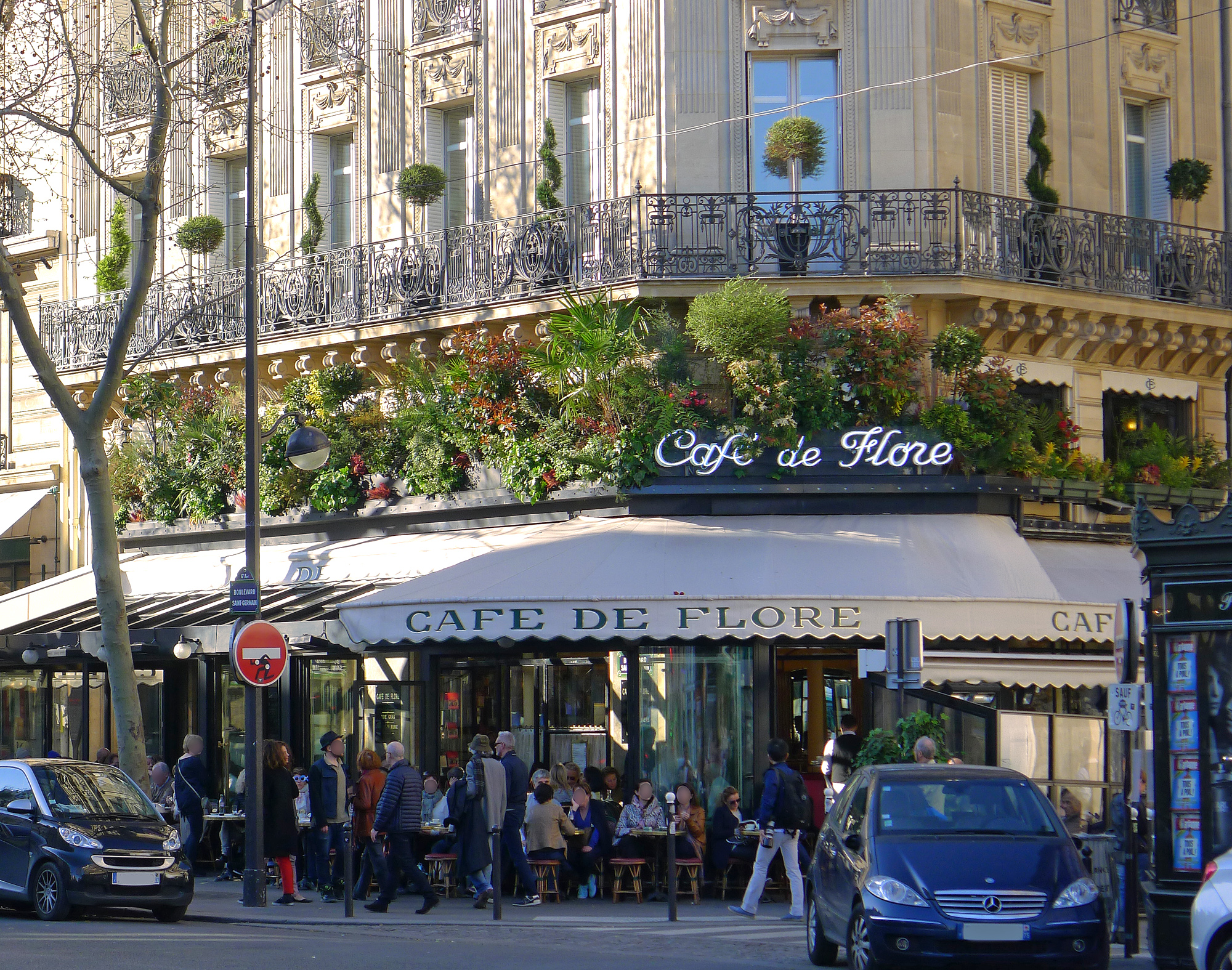
Le Café de Flore.

- No 170 : emplacement, à la fin du XIXe siècle, d'un bouillon Duval[44]. En 2017 le lieu est occupé par un magasin de mode.
- No 172 : le Café de Flore, un des cafés littéraires de Paris les plus célèbres, où se retrouvent les vainqueurs du prix Goncourt, les poètes de toutes les époques, et où sont passés quelques idéologues des révolutions russes ou chinoises et de grandes personnalités littéraires[réf. nécessaire].
- No 175 : boutique de Sonia Rykiel inaugurée en 2008.
- No 182 : l'explorateur, diplomate et collectionneur Jules Claine (1856-1939) y a vécu.
- No 184 : immeuble construit en 1878 par l'architecte Édouard Leudière pour la Société de géographie. Les deux cariatides, représentant La Terre et La Mer, et le globe terrestre en façade ont été sculptés par Émile Soldi. La distribution initiale des locaux comprenait au rez-de-chaussée, la grande salle de réunions (conservée), une salle des pas perdus, un vestiaire, un logement de concierge ; au 1er étage, une salle de commission et le cabinet du président ; aux 2e et 3e étages, la bibliothèque et une salle de commission ; au 4e, l'appartement de l'agent de la Société[45]. Siège également de l'IPAG Business School.
- No 186 : à cet angle se situait le cimetière Saint-Germain, également appelé cimetière Saint-Pierre[réf. nécessaire].

### Section du7earrondissement: de la rue des Saints-Pères au pont de la Concorde
- No 177 (48, rue des Saints-Pères) :
  - emplacement de l'hôtel Selvois, où est né en 1675 Louis de Rouvroy, duc de Saint-Simon, le célèbre mémorialiste. La porte cochère ouvrait sur la rue des Saints-Pères. Par rapport à la façade de l'immeuble actuel, le pignon de l'hôtel avançait de 11,50 mètres vers le nord, soit jusqu'au bord du trottoir[46].
  - l'homme politique Édouard Frédéric-Dupont y a vécu à partir de 1908 ; une plaque lui rend hommage.
- No 195 : immeuble édifié par l’architecte Charles Garnier en 1882 pour la famille Hachette[47] comprenant à l’origine un appartement par étage d’une superficie de 423,45 m2[48].

De 1908 jusqu'aux débuts de la Seconde Guerre mondiale, siège de l'Office international d'hygiène publique, considéré comme l'ancêtre de l'OMS,,,.
Siège de la Fédération nationale des républicains indépendants, mouvement politique de Valéry Giscard d'Estaing, à partir de 1966.
- No 197 : immeuble édifié par l’architecte Jean-Louis Pascal en 1882 pour la famille Lefebvre[47].
- No 198 : dernier domicile de l'artiste-peintre Jean-Achille Benouville, mort ici en février 1891.
- No 202 : domicile du poète Guillaume Apollinaire. Ce dernier quitta Auteuil en janvier 1913 pour emménager dans cet immeuble dont il appréciait, entre autres, la proximité avec le Café de Flore. Il y résida jusqu'à sa mort en novembre 1918. Une plaque lui rend hommage[54].
- No 205 : bureaux de l'Organisation internationale du travail à Paris.

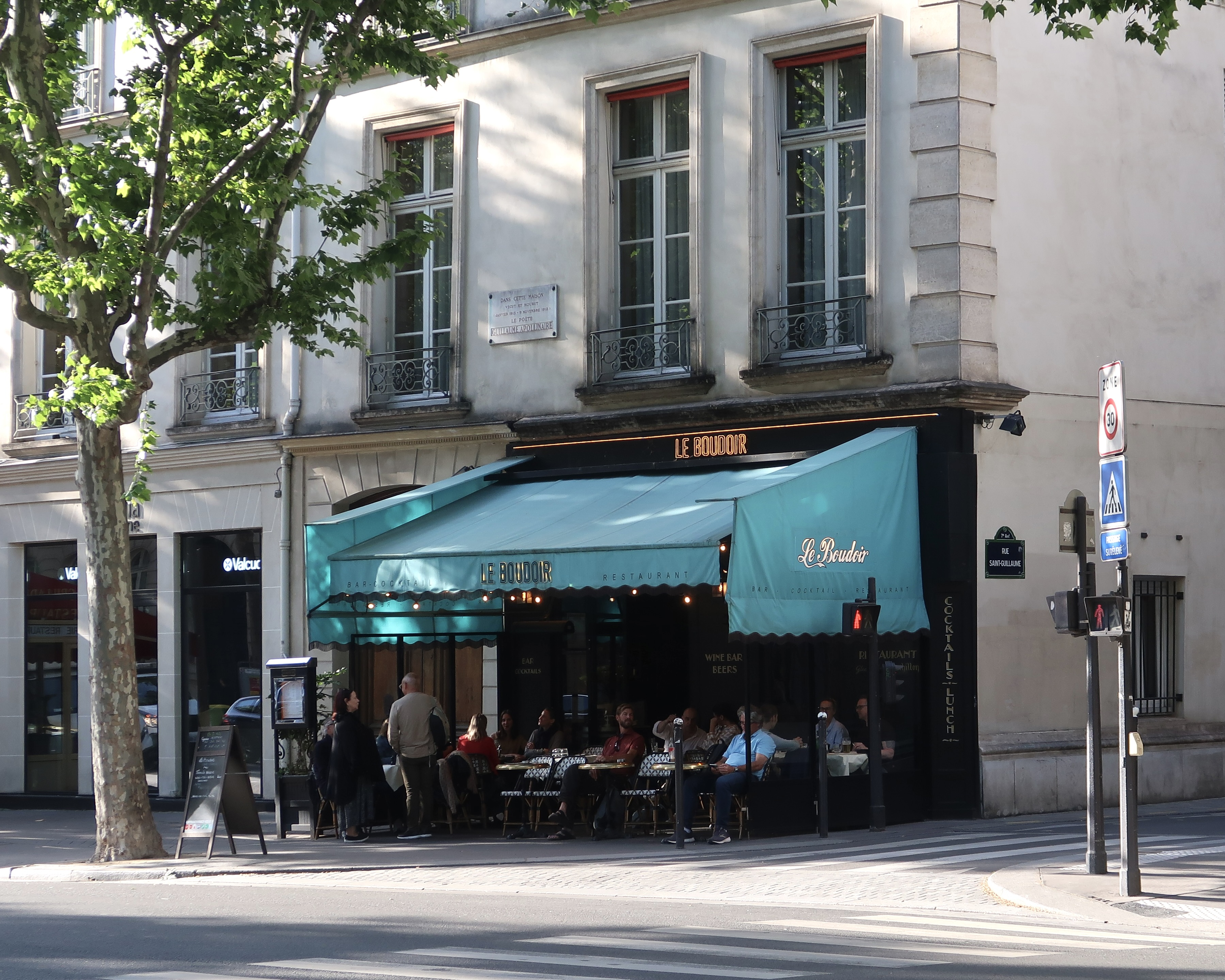
Le no 202.
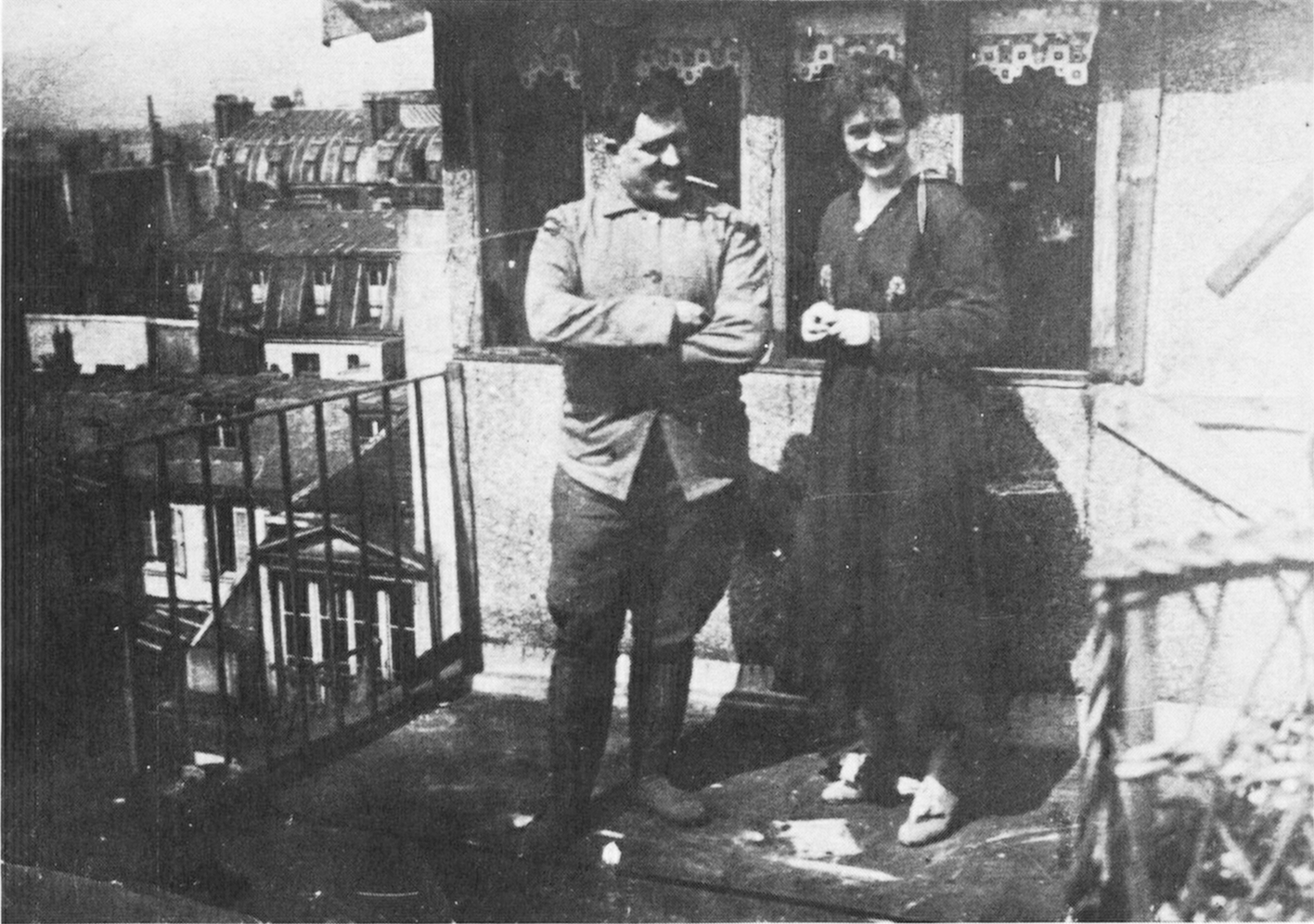
Apollinaire et son épouse Jacqueline, sur la terrasse du no 202, au printemps 1918.
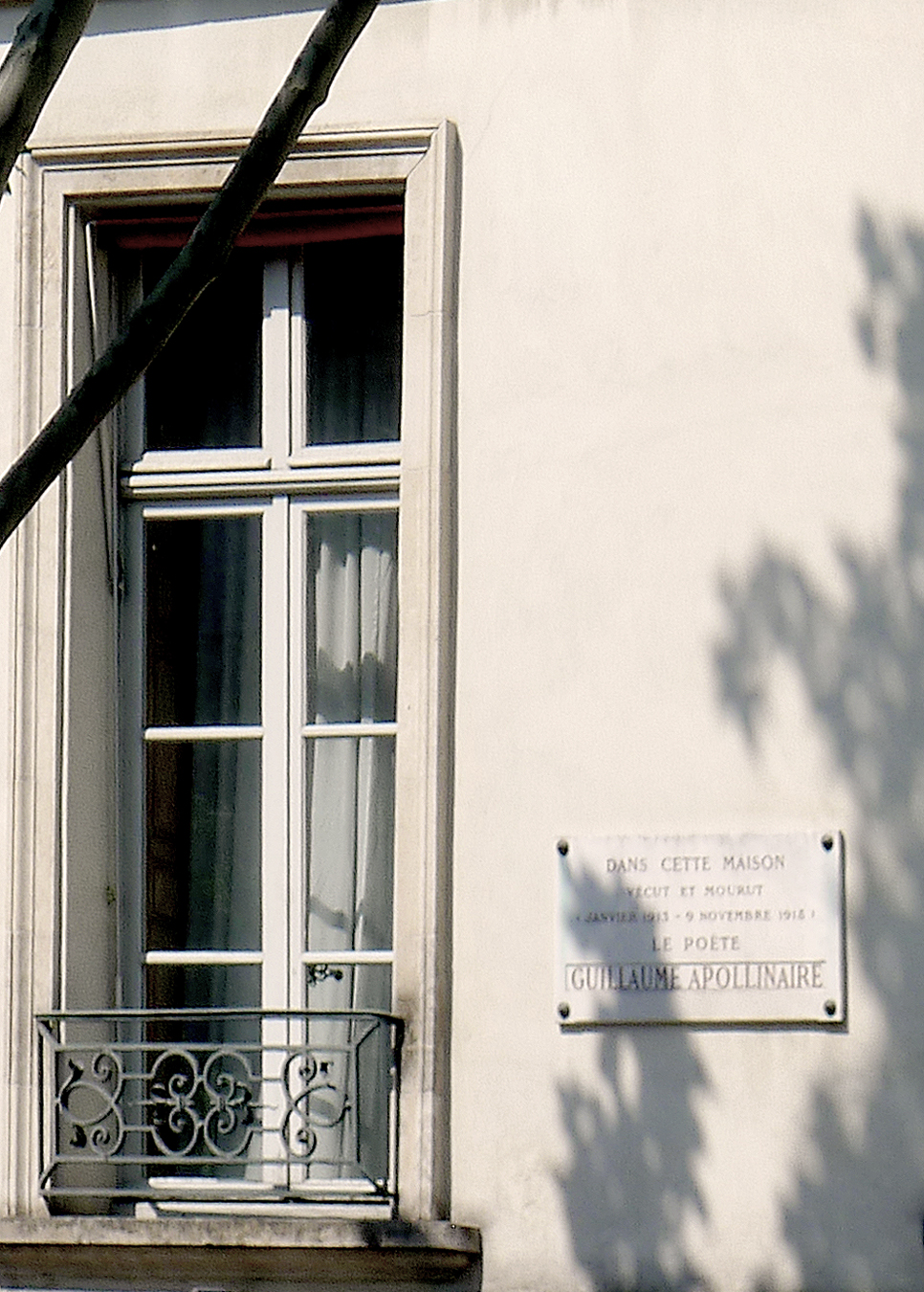
Plaque commémorative.
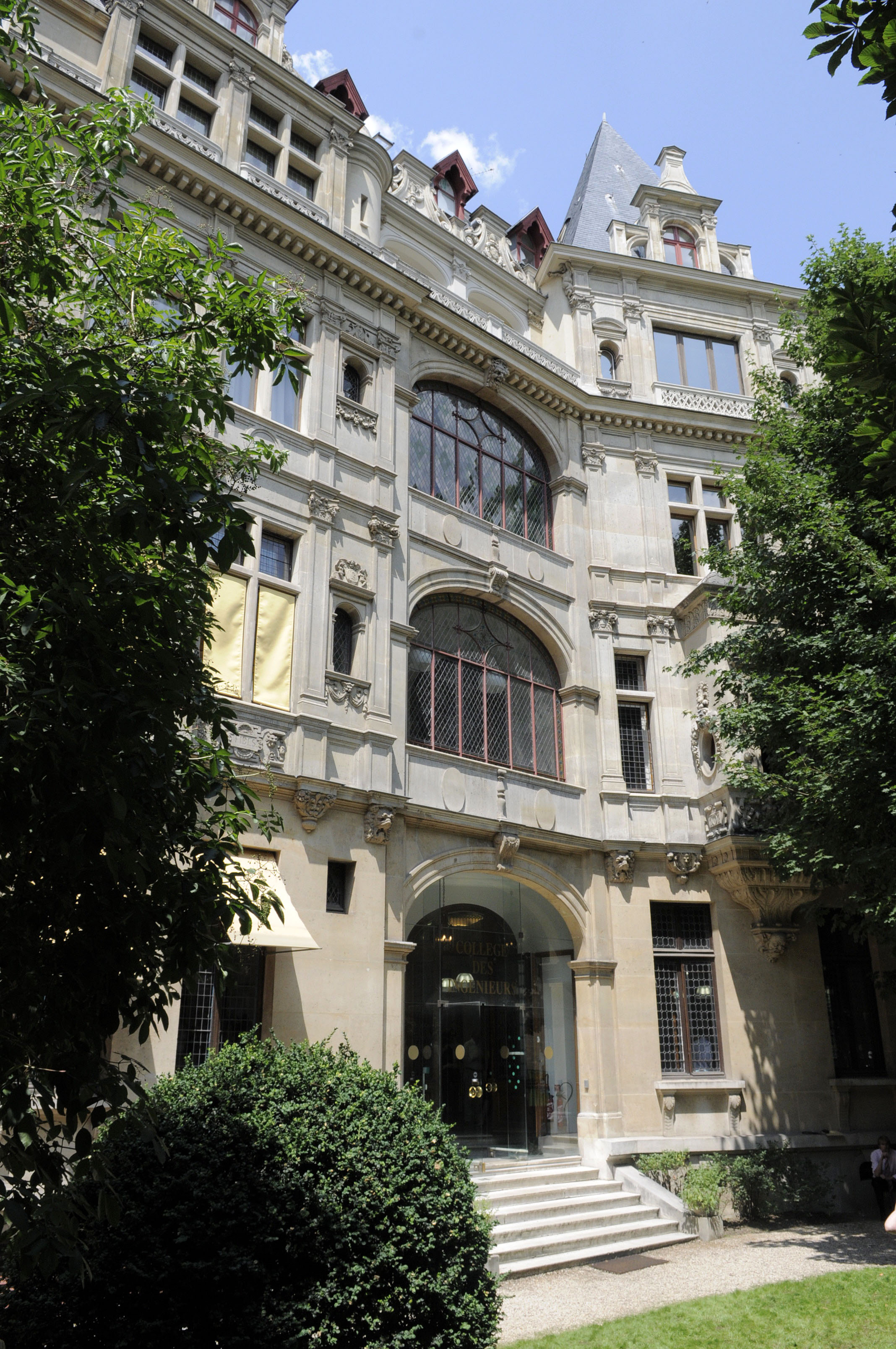
Le no 215.

- Nos 213-217 : emplacement de l'hôtel de Neufchâtel, de Béthune, de Châtillon, de La Trémoille, située anciennement au No 63 rue Saint-Dominique, construit en 1708 par Pierre Cailleteau dit Lassurance[55] détruit lors du percement du boulevard Saint-Germain.
- No 215, et 2 et 4, rue de Saint-Simon : hôtel particulier de style néo-Renaissance construit par les architectes Vaucheret et Potier entre 1881 et 1885, sur le terrain occupé auparavant par l'hôtel de Chastillon, que l'élargissement du boulevard entrepris à cet endroit en 1876 avait condamné. L'Alliance française y a été fondée en 1883 par plusieurs personnalités comme Paul Cambon, Ferdinand de Lesseps, Jules Verne et Louis Pasteur (une plaque rappelle cet évènement). Le cercle Saint-Simon, qui compta parmi ses membres Ferdinand de Lesseps, Émile Boutmy, Anatole France, Ernest Renan, Fustel de Coulanges, José Maria de Heredia, Edmond James de Rothschild notamment, y accueillait également des conférenciers comme Hippolyte Taine, Pierre Savorgnan de Brazza ou Gaston Maspero. Ernest Renan y délivra sa célèbre conférence sur Le judaïsme comme race et comme religion[56]. Siège du Collège des ingénieurs depuis 2009.
- No 215 bis : domicile de Georges Guillain[57], de Raphaël Alibert[58],[59], et bureaux d'Édouard Balladur dans les années 1980 et 1990[60].
- No 216 : ambassade du Monténégro en France.
- No 217 : hôtel de Varengeville, anciennement situé rue Saint-Dominique, construit en 1704 par l'architecte Jacques V Gabriel et remanié par Jean-Baptiste Leroux. Réduit en 1876 par le percement du boulevard Saint-Germain. Propriété de la Banque de France et réuni avec l’hôtel Amelot de Gournay. Il abrite aujourd'hui la Maison de l'Amérique latine, fondée en 1946 à l'initiative du ministère des Affaires étrangères pour renforcer et développer les relations et les échanges de toute nature entre la France et les républiques d'Amérique latine.
- No 218 : hôtel anciennement situé rue Saint-Dominique. Il existe toujours, mais « se cache derrière une façade haussmannienne[46] ». Habité de 1714 à 1746 par le mémorialiste Louis de Rouvroy, duc de Saint-Simon[61] ; une plaque lui rend hommage. Au rez-de-chaussée, boutique Madeleine Gély (ombrelles et parapluies).
- No 222 : ancien siège de la librairie H. Geffroy (avant 1914) ; siège du musée des lettres et manuscrits (de 2010 à 2015).
- No 226 : Georges Bouctot y est mort.
- No 231 : îlot Saint-Germain, situé entre le boulevard Saint-Germain, la rue Saint-Dominique et la rue de l'Université. Il est occupé pour la plus grande partie par le ministère de la Défense (notamment les états-majors des armées et de l'armée de terre), jusqu'au déménagement de 2015 pour l'Hexagone Balard. Le bâtiment de bureaux sur le boulevard était l'hôtel du président Duret, construit par François Debias-Aubry en 1714. Le maréchal de Richelieu et Lucien Bonaparte y ont habité. Il a été reconstruit en 1876-1877 par l'architecte Louis-Jules Bouchot[réf. nécessaire].
- No 233 : immeuble acquis en 1981 par l'Assemblée nationale pour y abriter notamment un certain nombre de ses services[réf. nécessaire].
- Carrefour rue du Bac-boulevard Saint-Germain-boulevard Raspail : Ancien « carrefour Chappe » ou se trouvait la statue de Claude Chappe, en bronze, élevée en 1893 et fondue durant l'occupation entre 1941 et 1943 sous le gouvernement de Vichy[62],[63].
- No 241 : QG de François Fillon pour la primaire présidentielle des Républicains de 2016 et l'élection présidentielle de 2017[64] (déménageant rue Firmin-Gillot fin décembre 2016).
- No 243 : la cantatrice et compositrice Pauline Viardot y a vécu de 1884 à sa mort en 1910 ; une plaque lui rend hommage.
- No 244 : bâtiments construits pour le ministère des Travaux publics par Antoine Isidore Eugène Godebœuf en 1861 et réunis au no 246. Ils abritent aujourd'hui des services du ministère des Affaires étrangères (direction générale de la coopération internationale et du développement, direction des Français à l'étranger et des étrangers en France).
- No 246 : hôtel de Roquelaure, dit aussi hôtel Molé. Le maréchal Antoine Gaston de Roquelaure (1656-1738) acquiert en 1709 une petite maison construite en 1695 qu'il décide de faire agrandir à partir de 1724 sous la direction de Pierre Cailleteau dit Lassurance (1660-1724) puis, après la mort de ce dernier, de son collaborateur Jean-Baptiste Leroux (1676-1747), auteur notamment du décor du vestibule et du cabinet du maréchal. Des décors intérieurs sont ensuite exécutés à partir en 1733-1734 par le célèbre ornementiste Nicolas Pineau (1684-1754), dont subsiste le décor de la chambre de parade du maréchal. L'hôtel est acheté en 1740 par Mathieu-François Molé, président à mortier au Parlement de Paris, qui le fait transformer par l'architecte Jean-Michel Chevotet et commande des décorations peintes à Charles-Joseph Natoire (petit salon, chambre de parade) et à Jean-Baptiste Oudry (salle à manger). L'hôtel est saisi en 1793 et transformé en asile de galeux avant d'être restitué à la famille Molé. En 1808, l'hôtel est réuni à l'hôtel de Lesdiguières voisin (no 248) pour Cambacérès, qui a acquis les deux immeubles et y réside jusqu’à son départ pour l'exil en 1816. L'ensemble est transformé par François-Hippolyte Destailleur pour Louise Marie Adélaïde de Bourbon, duchesse d'Orléans, propriétaire en 1816. Sous la monarchie de Juillet, l'hôtel est d'abord affecté au Conseil d'État pour qui Pierre Fontaine crée en 1832 le grand escalier et une salle de séances. En 1839, il est affecté au ministère des Travaux publics et transformé par Félix Duban. C'est toujours, aujourd'hui, l'hôtel du ministère de l'Écologie, du Développement durable et de l'Énergie, dont les services sont situés avenue de Ségur et, à la Défense, dans l'arche de la Défense, et les tours Voltaire et Pascal A et B[réf. nécessaire].
- No 248 : hôtel de Lesdiguières, dit aussi hôtel de Béthune-Sully. Une maison construite par Antoine Desgodets fut achetée en 1706 par la duchesse de Lesdiguières qui la fit agrandir par Boirette[Qui ?]. Sully la fit transformer par Jean-Michel Chevotet entre 1747 et 1750. L'hôtel a été rattaché en 1808 à l'hôtel de Roquelaure[réf. nécessaire].
- No 252 bis, à l'angle de la rue de Villersexel : plaque commémorative en mémoire de José Barón Carreño (1918-1944), républicain espagnol et résistant, mort pour la France lors des combats de la Libération de Paris, apposée à la suite du vote à l'unanimité du Conseil du 7e arrondissement et du Conseil de Paris[65].
- No 274 : hôtel de Wignacourt, « hôtel de maître édifié en 1868, il est habité successivement par les Mangini et par les Wignacourt. Inondé lors de la crue de la Seine de janvier 1910, il est alors acquis par la Chambre syndicale des propriétaires de Paris. Il change de main en 2002, et début 2006, accueille sous le label générique « Ambassade de Belgique » la représentation diplomatique de la Communauté française de Belgique et de la Région wallonne[66] ».

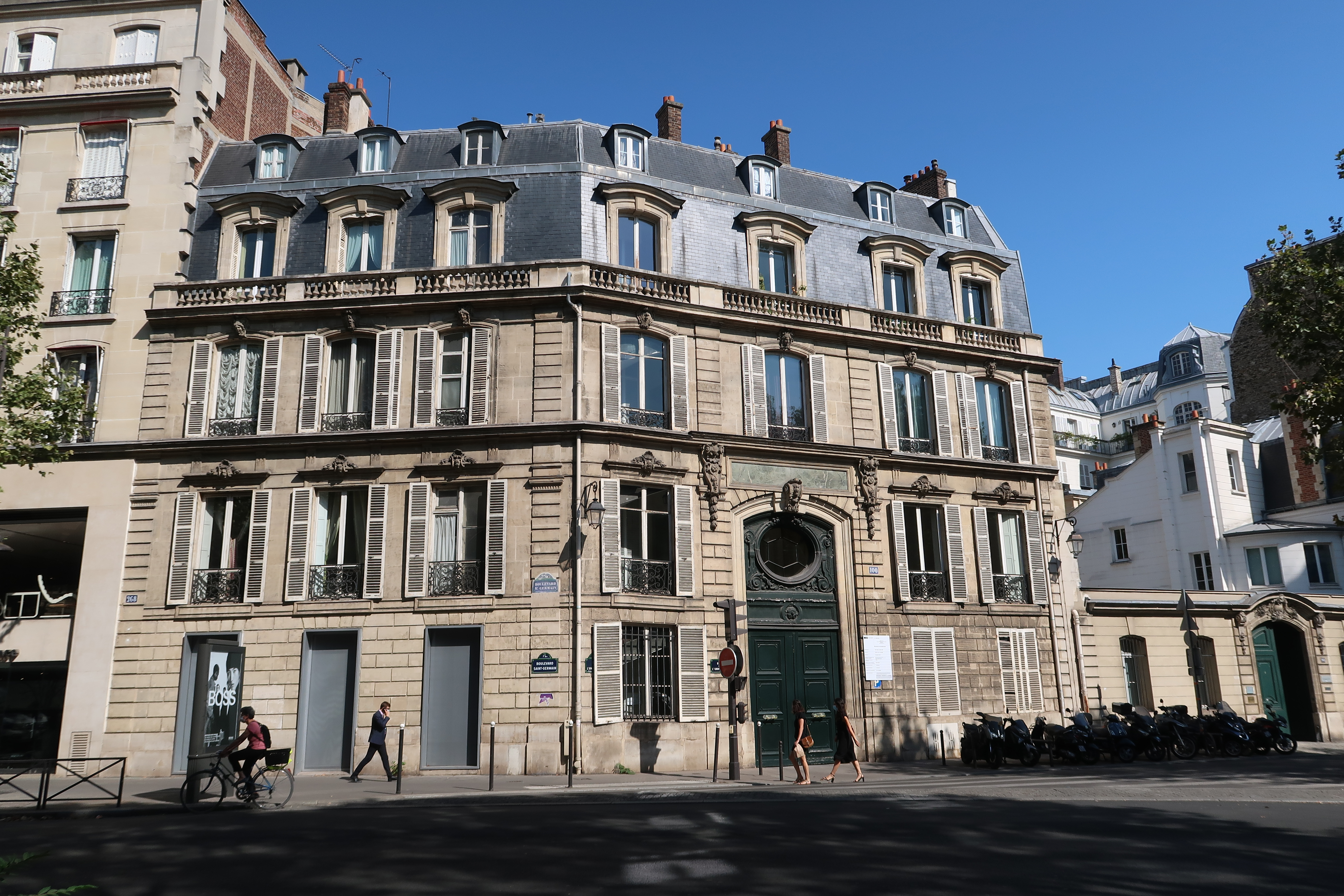
No 268, au croisement avec la rue de l'Université.
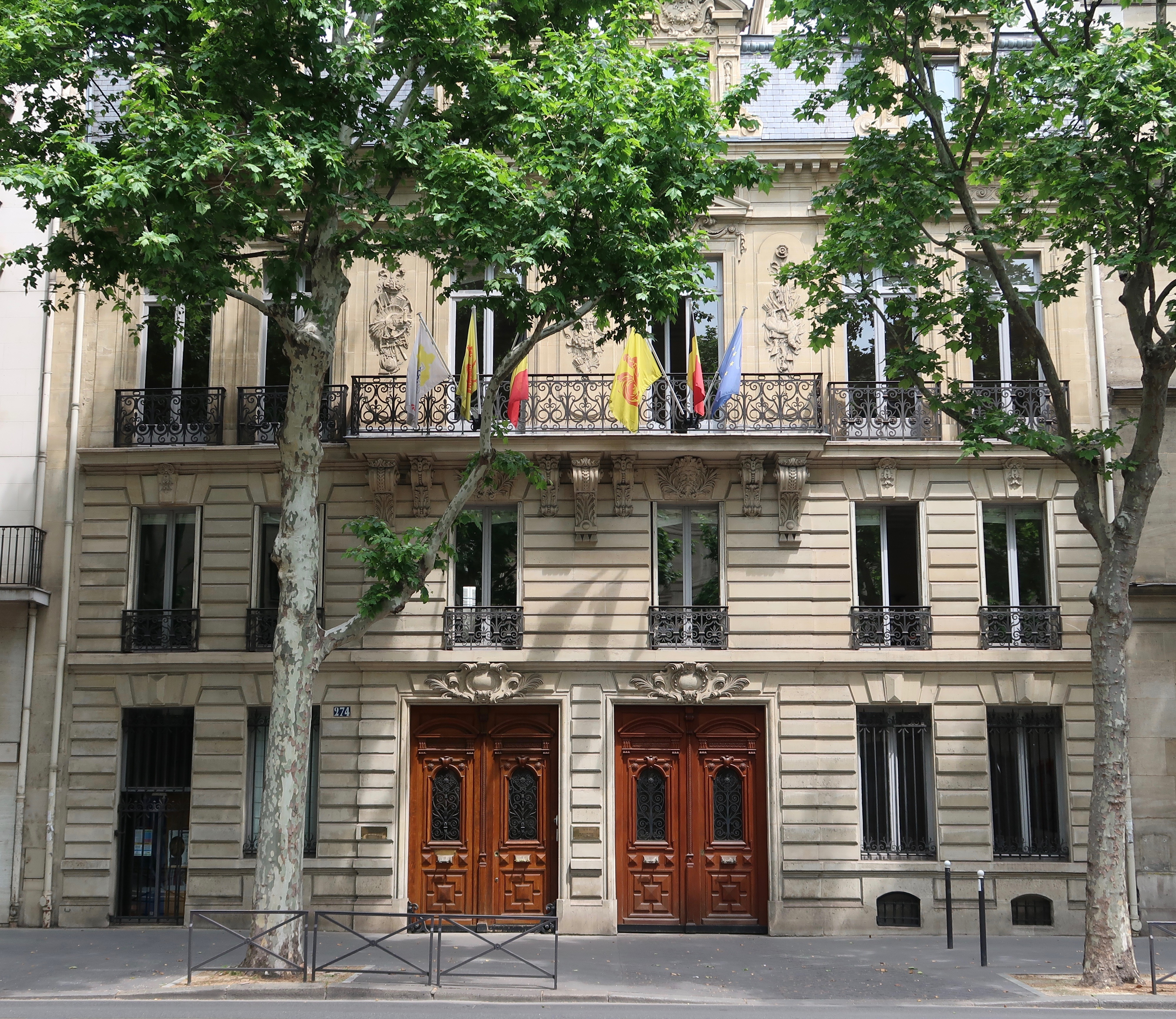
Ancien hôtel de Wignacourt. Actuelle délégation Wallonie-Bruxelles.
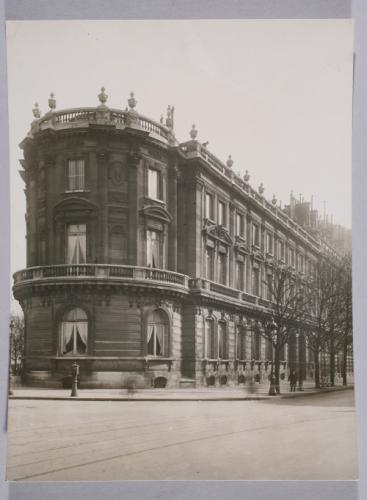
No 288, en 1918.

- No 288, à l'angle du quai Anatole-France) : immeuble Second Empire, exemple du style haussmannien de la meilleure facture. Initialement, c'est le Cercle agricole qui s'établit au 288 du nouveau boulevard, dans un hôtel construit spécialement à son intention en 1867, par l'architecte Henri Blondel. L'immeuble comporte de vastes pièces qui abritent une bibliothèque de 35 000 volumes, une salle de billard, des salles de jeux et un salon de lecture en forme de rotonde. Dans ce club, familièrement dénommé « Club de la Patate », se côtoieront, pendant une centaine d'années, les personnalités de l'aristocratie et de la grande bourgeoisie. Par la suite, le bâtiment sera occupé à titre privé par des particuliers, notamment dans les étages supérieurs. Louis Blériot, pilote pionnier de l'aviation française, qui fut le premier à traverser la Manche a longtemps vécu au 288. Une plaque commémorative a été inaugurée par Antonio Tajani, alors commissaire européen chargé des Transports, en 2009. Entre 1990 et 2022, le bâtiment héberge la représentation en France de la Commission européenne. Le bureau d’information du Parlement européen en France y est installé[67].

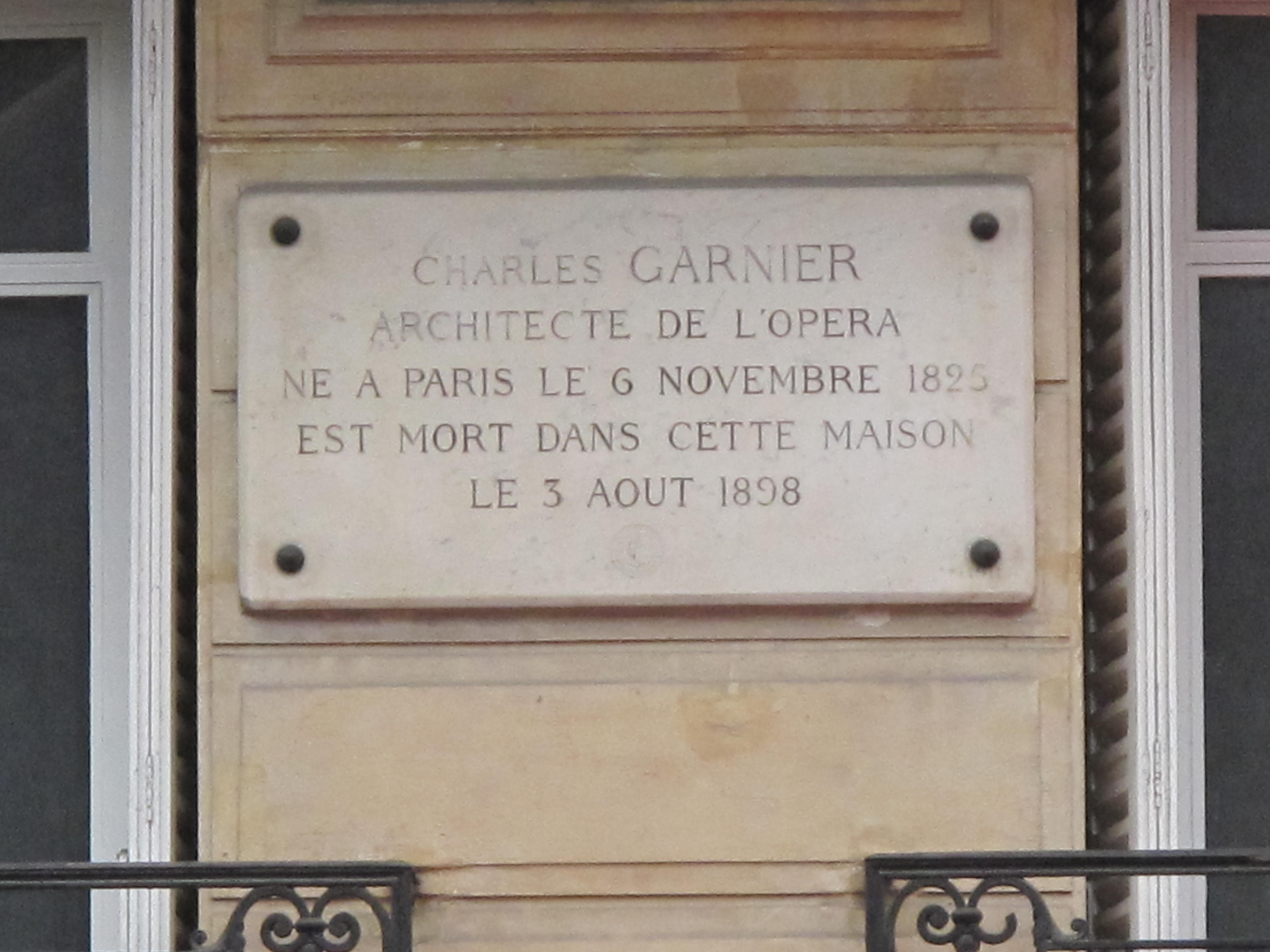
Plaque au no 90.
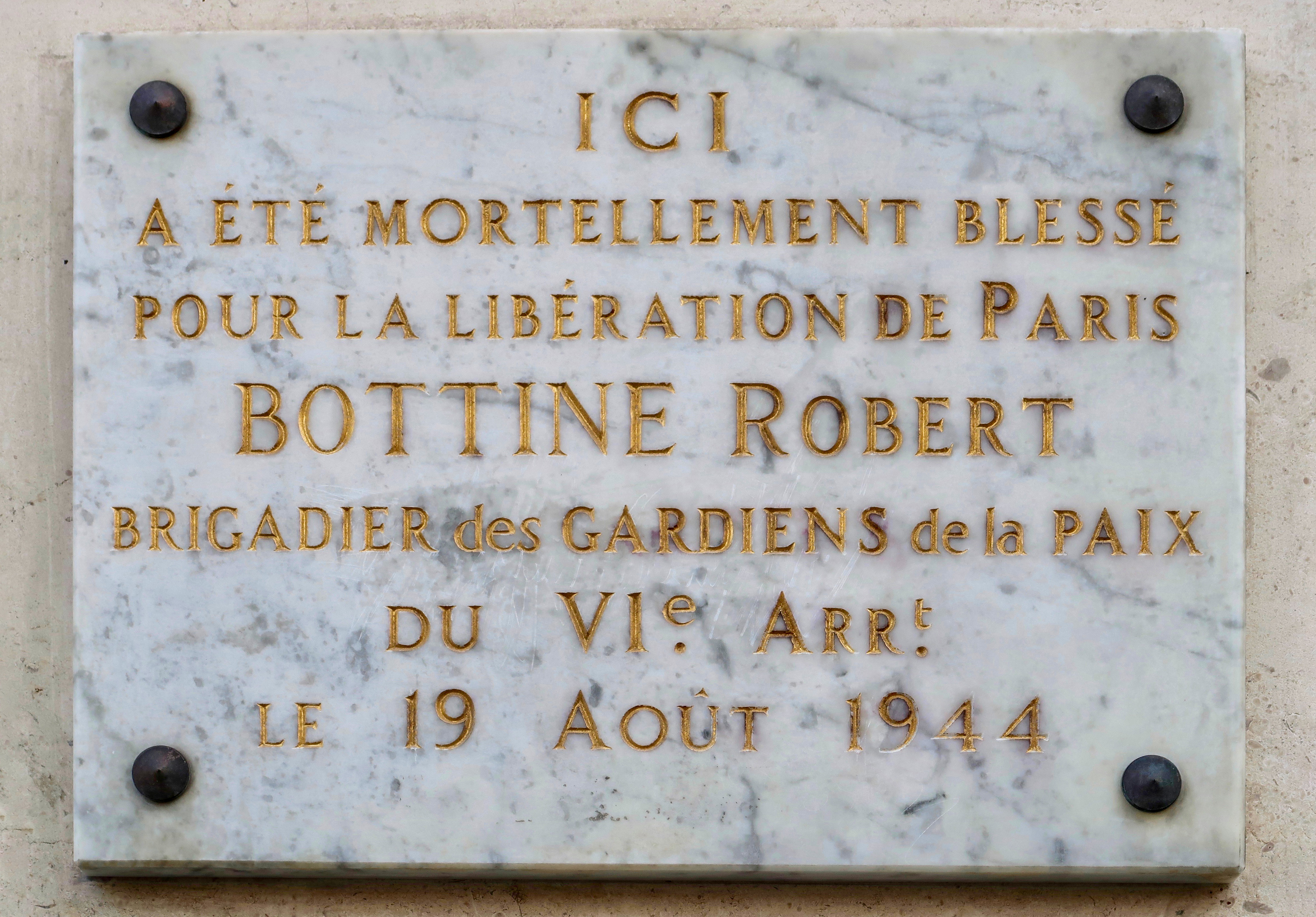
Plaque au croisement avec le boulevard Saint-Michel, en hommage à Robert Bottine, tué pour la Libération de Paris (1944)[68].
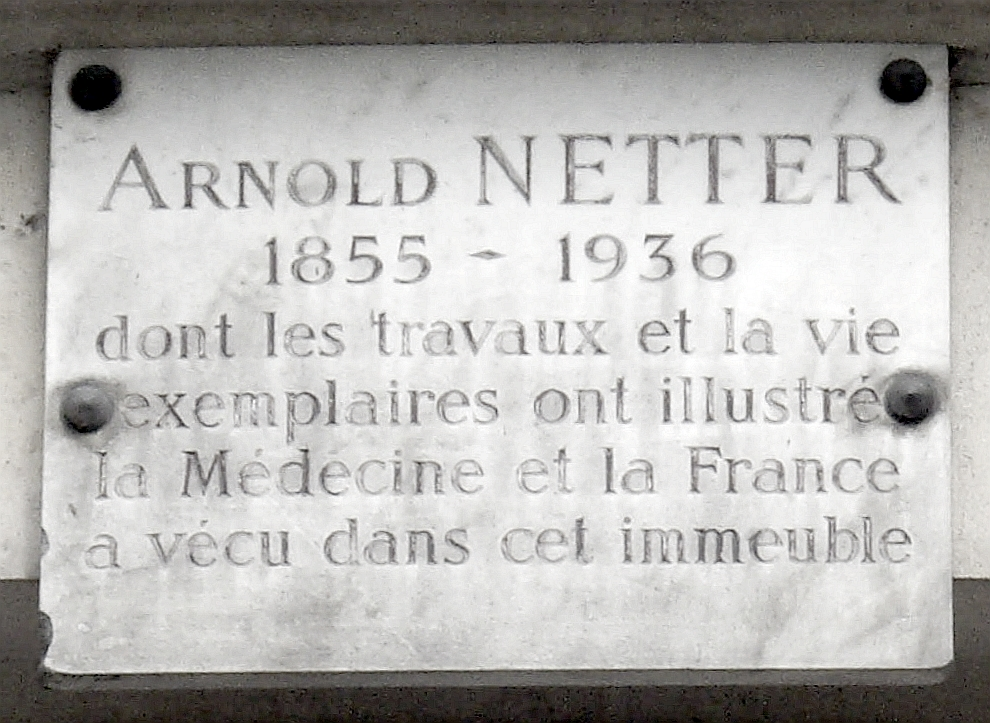
Plaque au no 104.
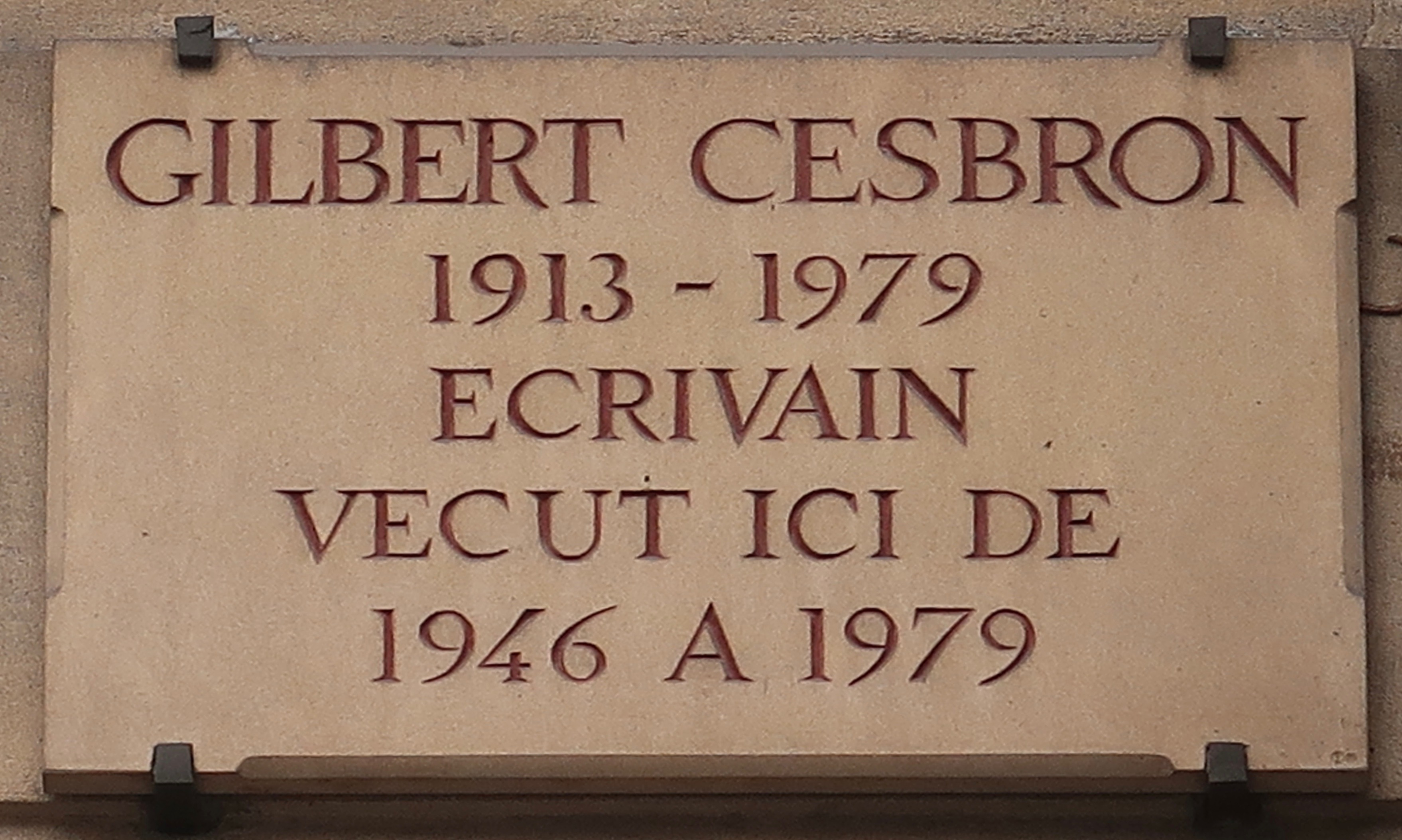
Plaque au no 126.
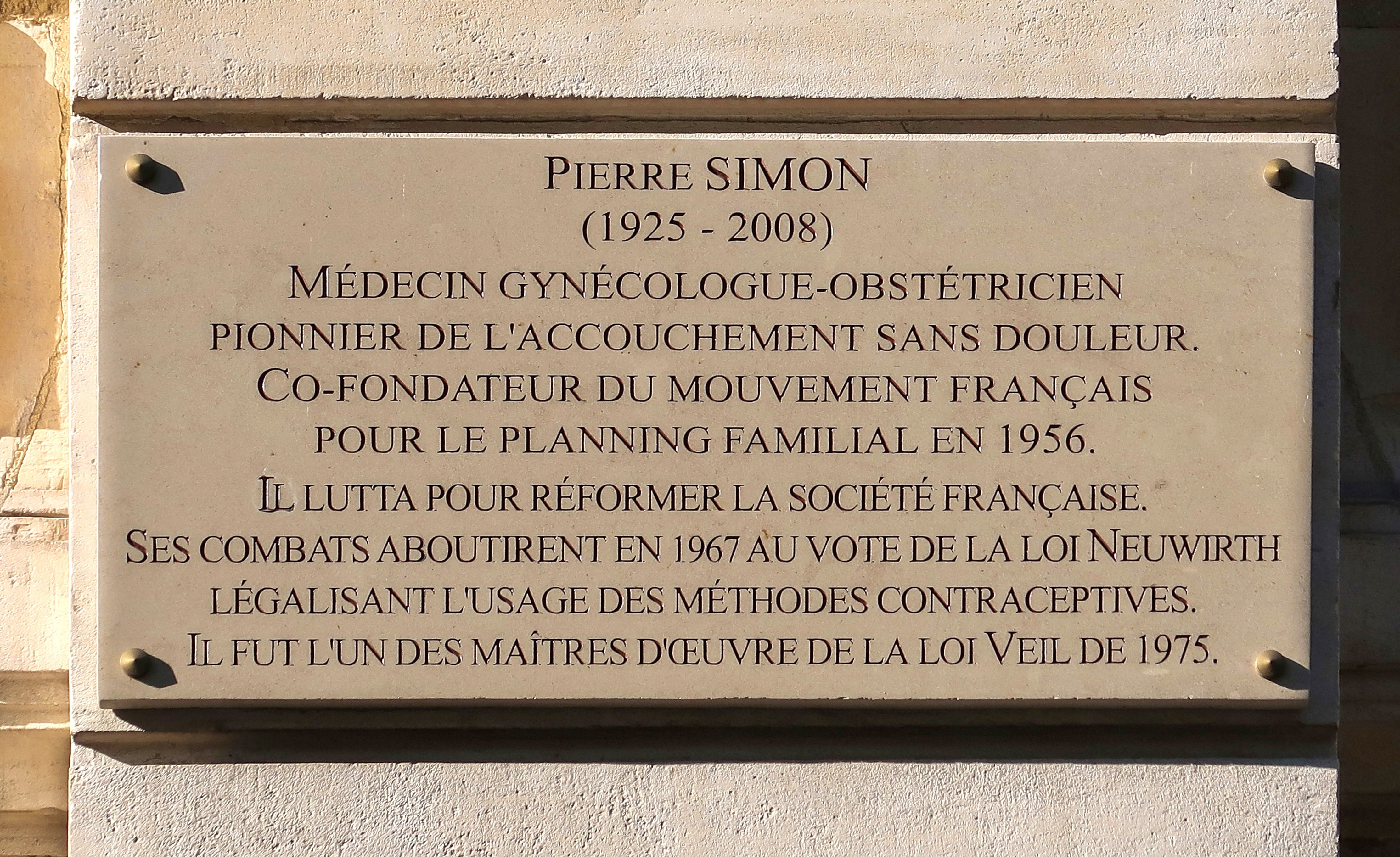
Plaque au no 120.
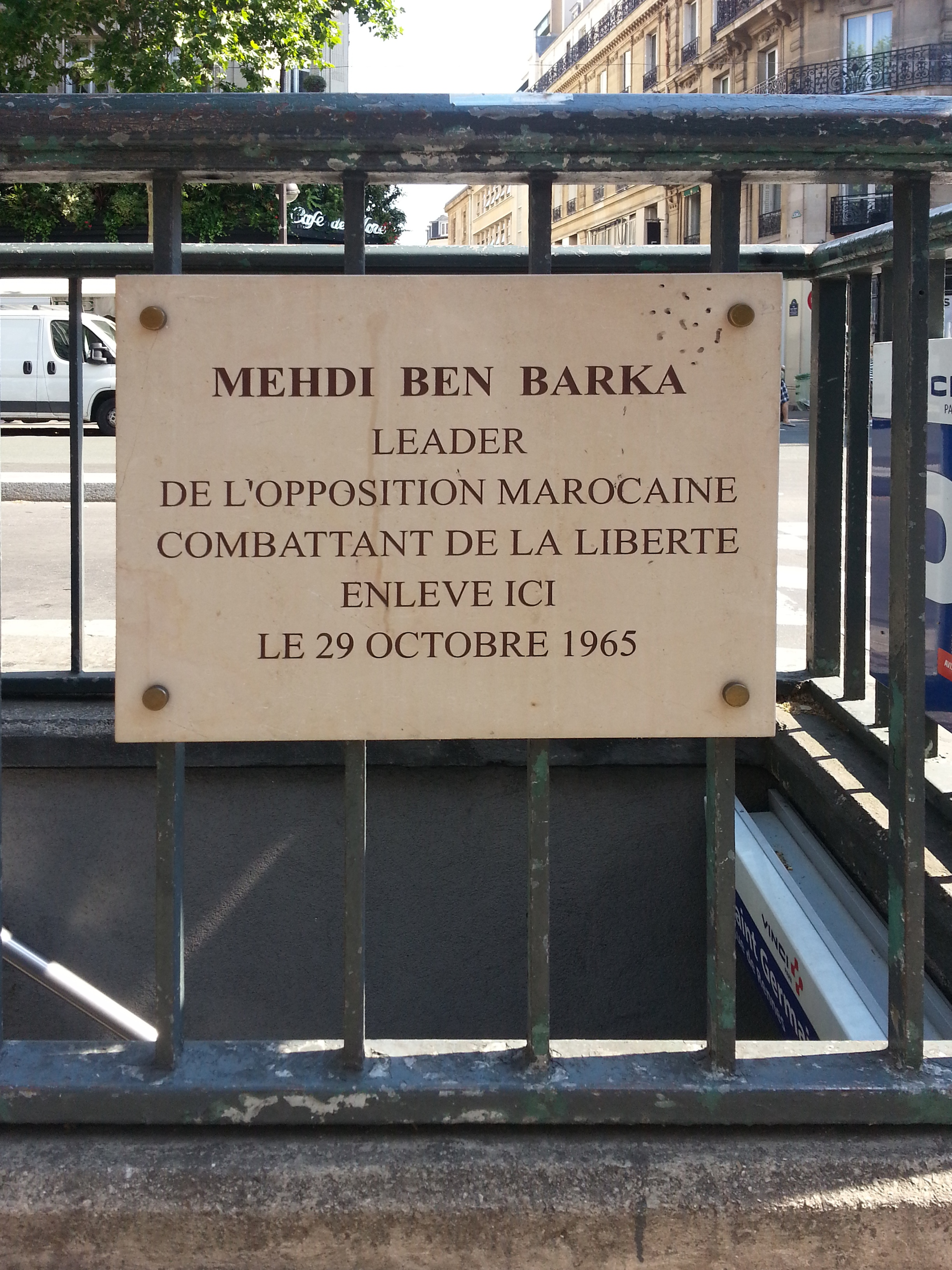
Plaque au no 151.
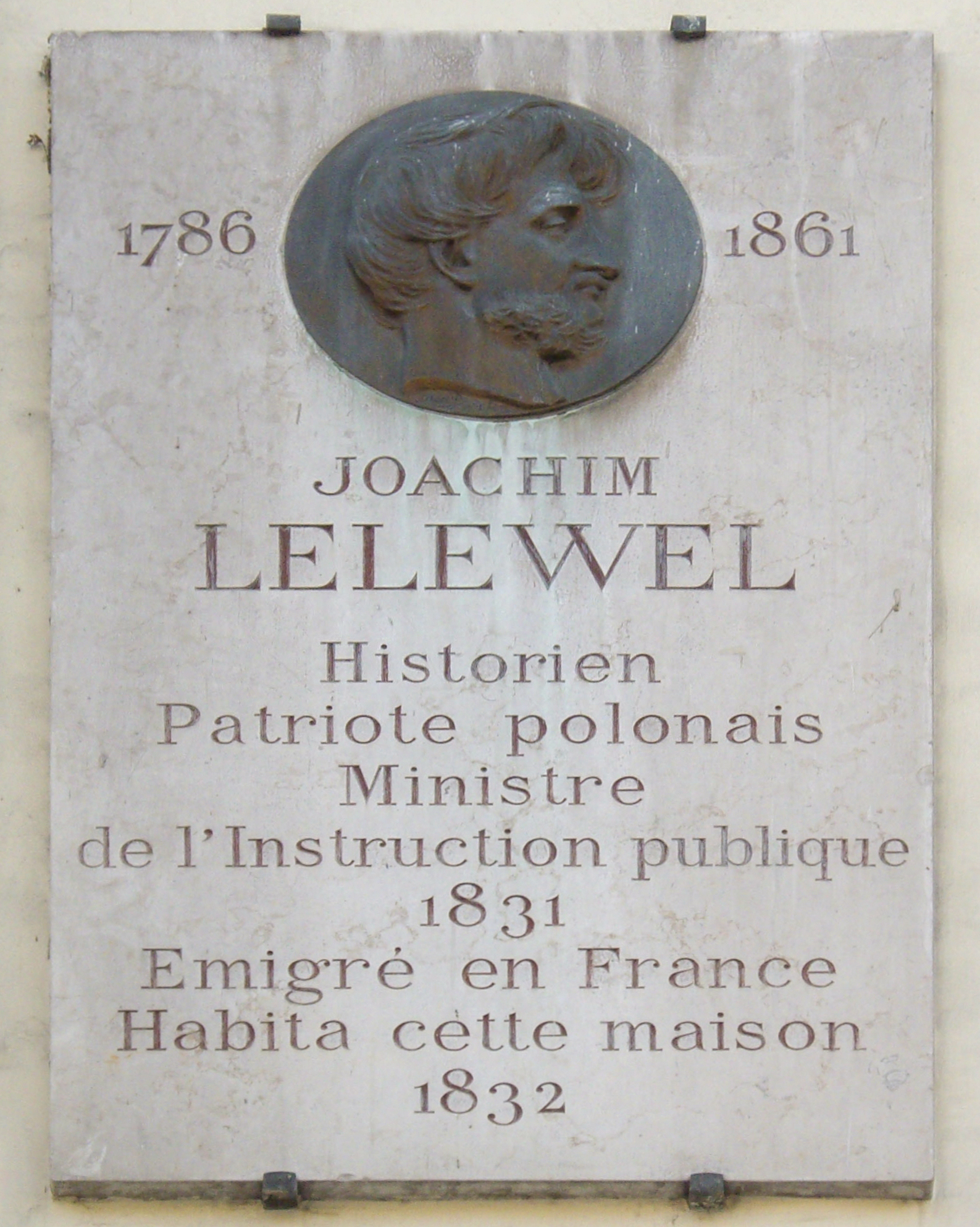
Plaque au no 153.
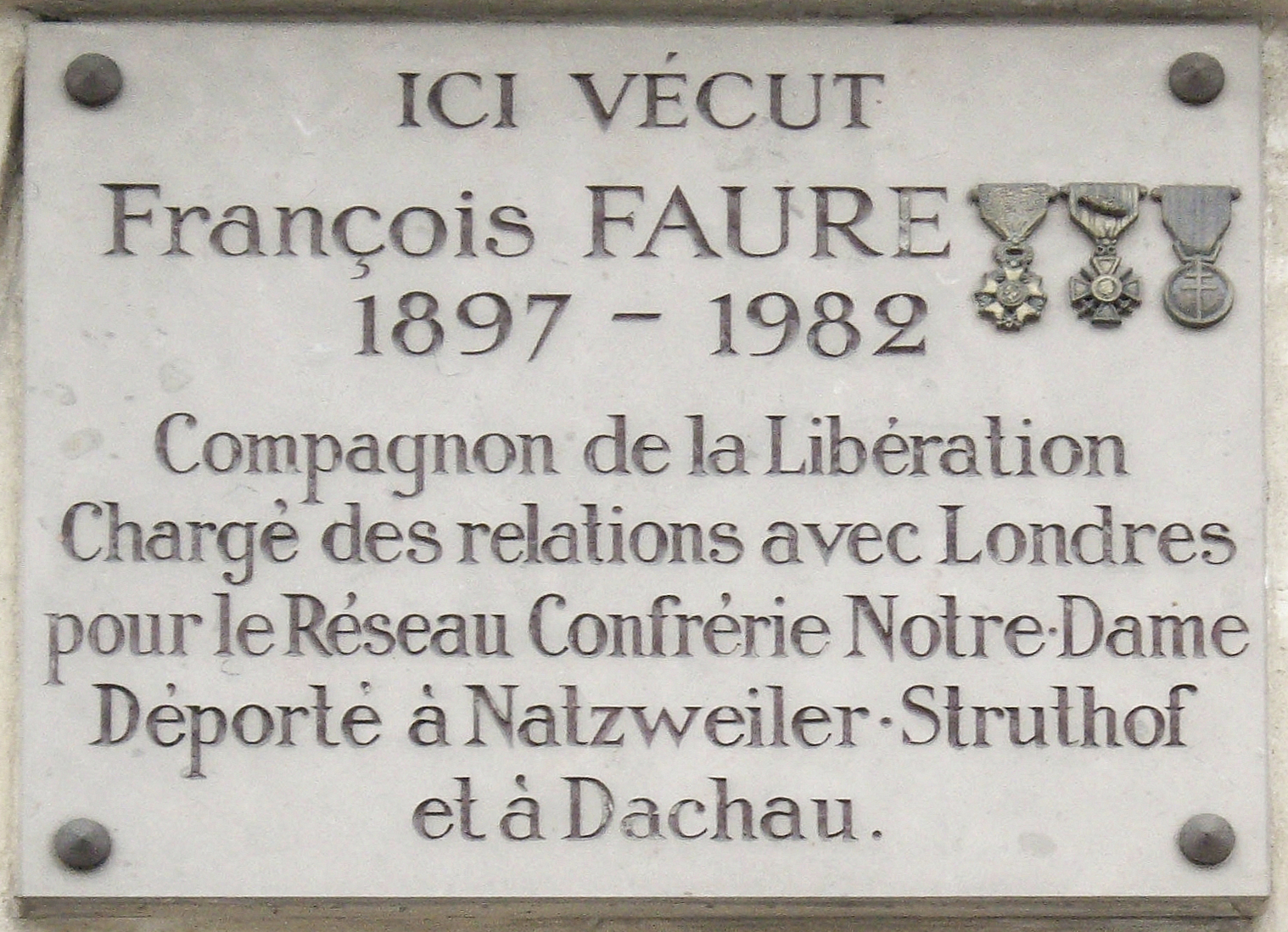
Plaque au no 167.
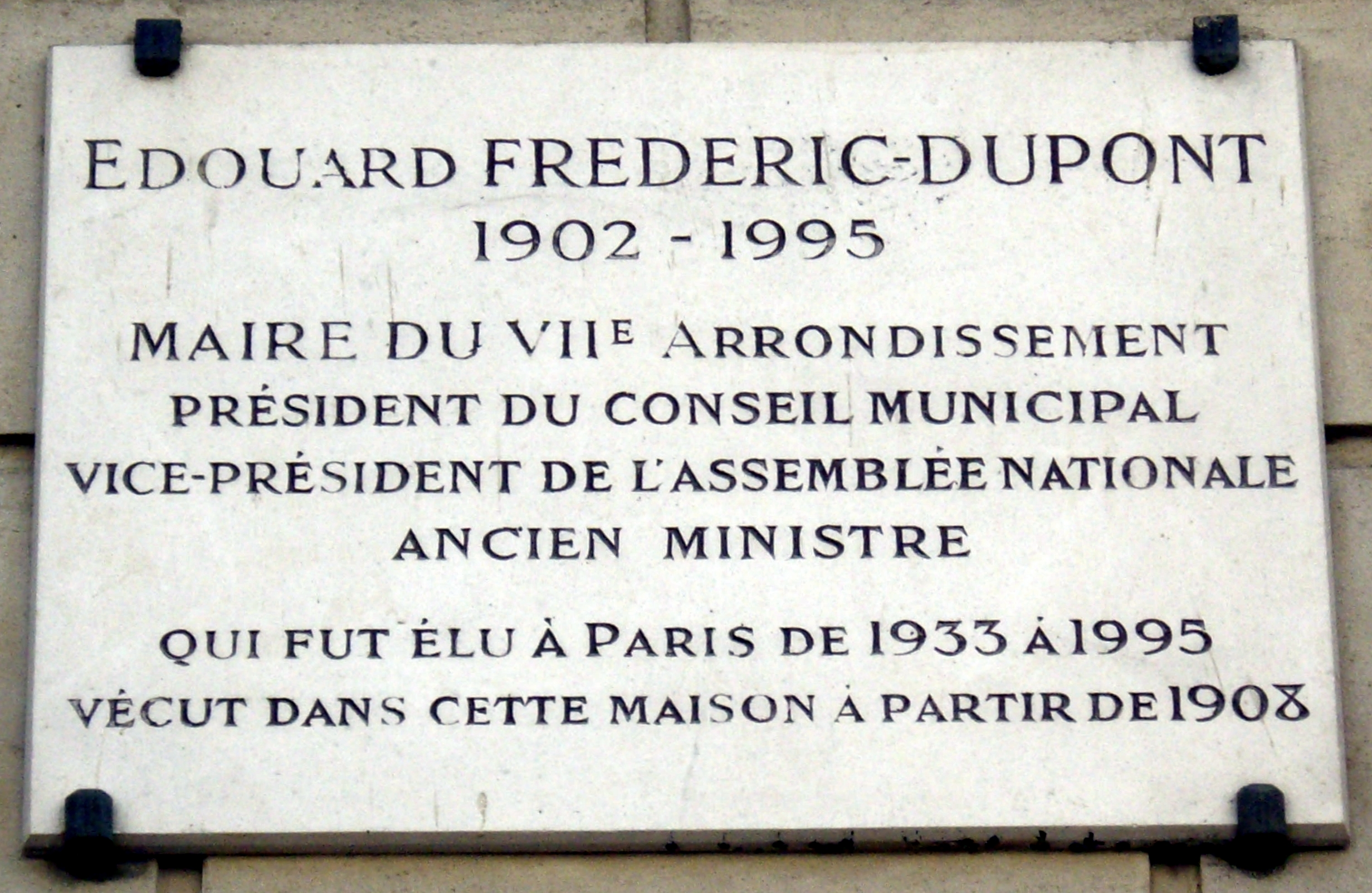
Plaque au no 177.
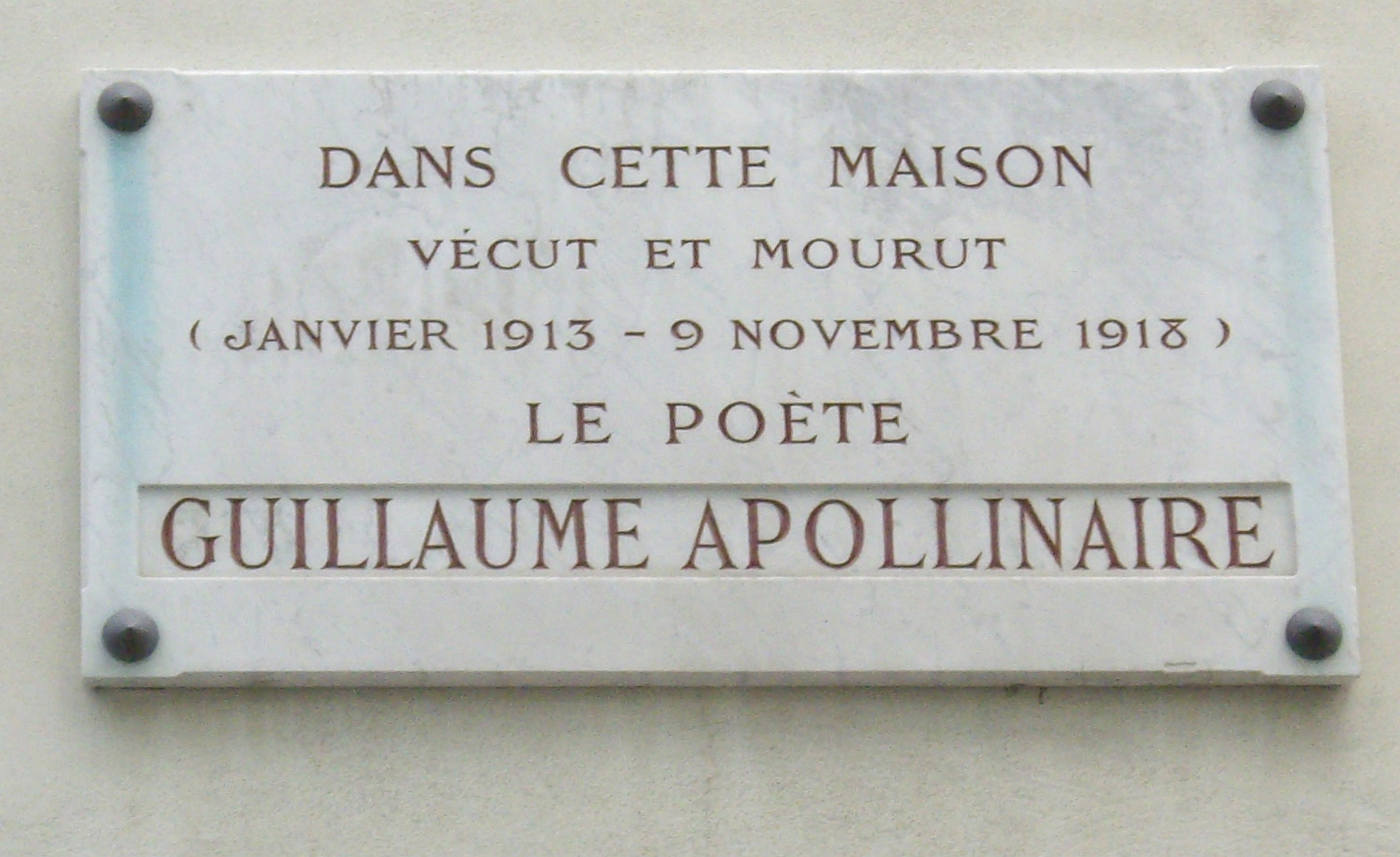
Plaque au no 202.
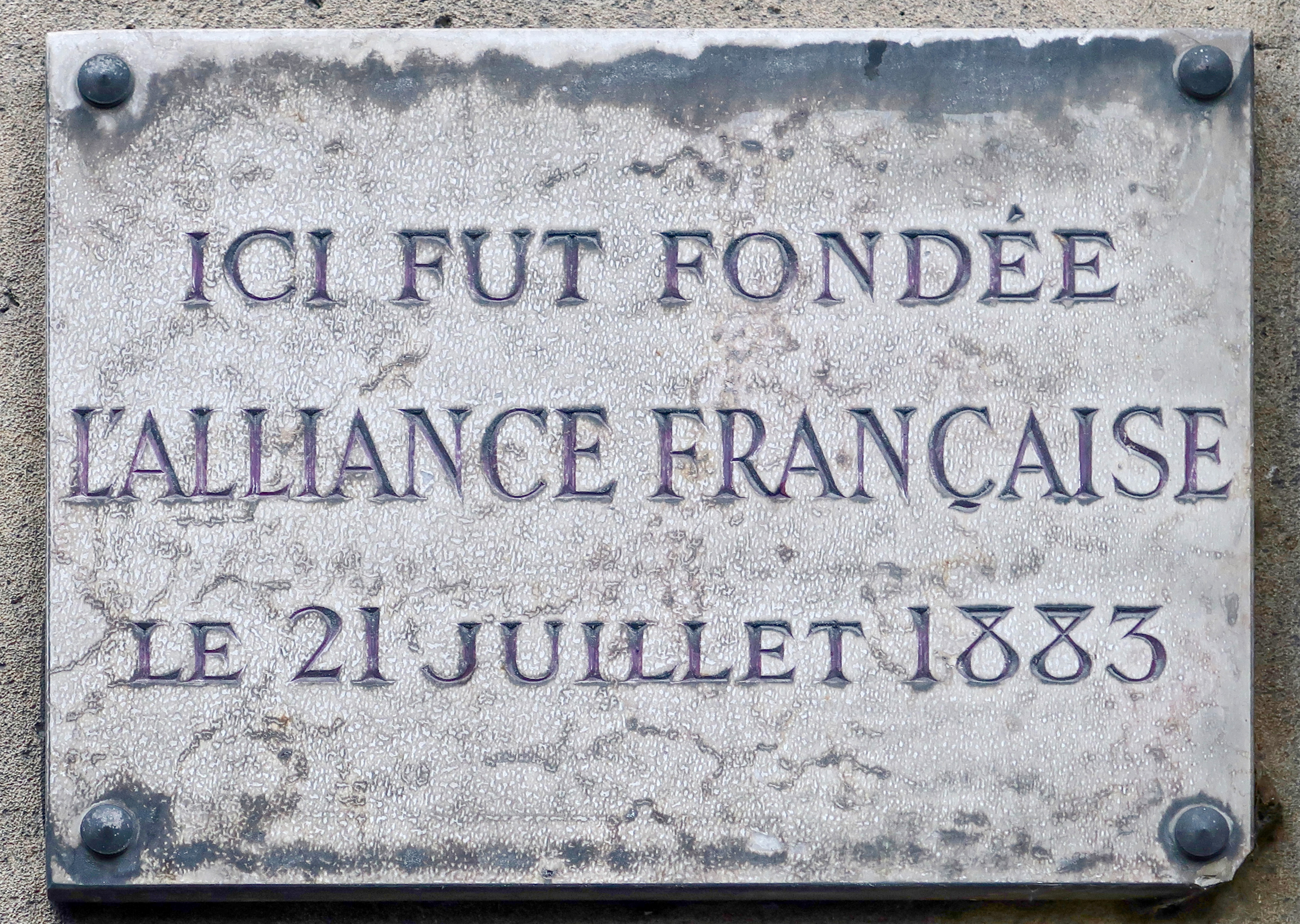
Plaque au no 215.
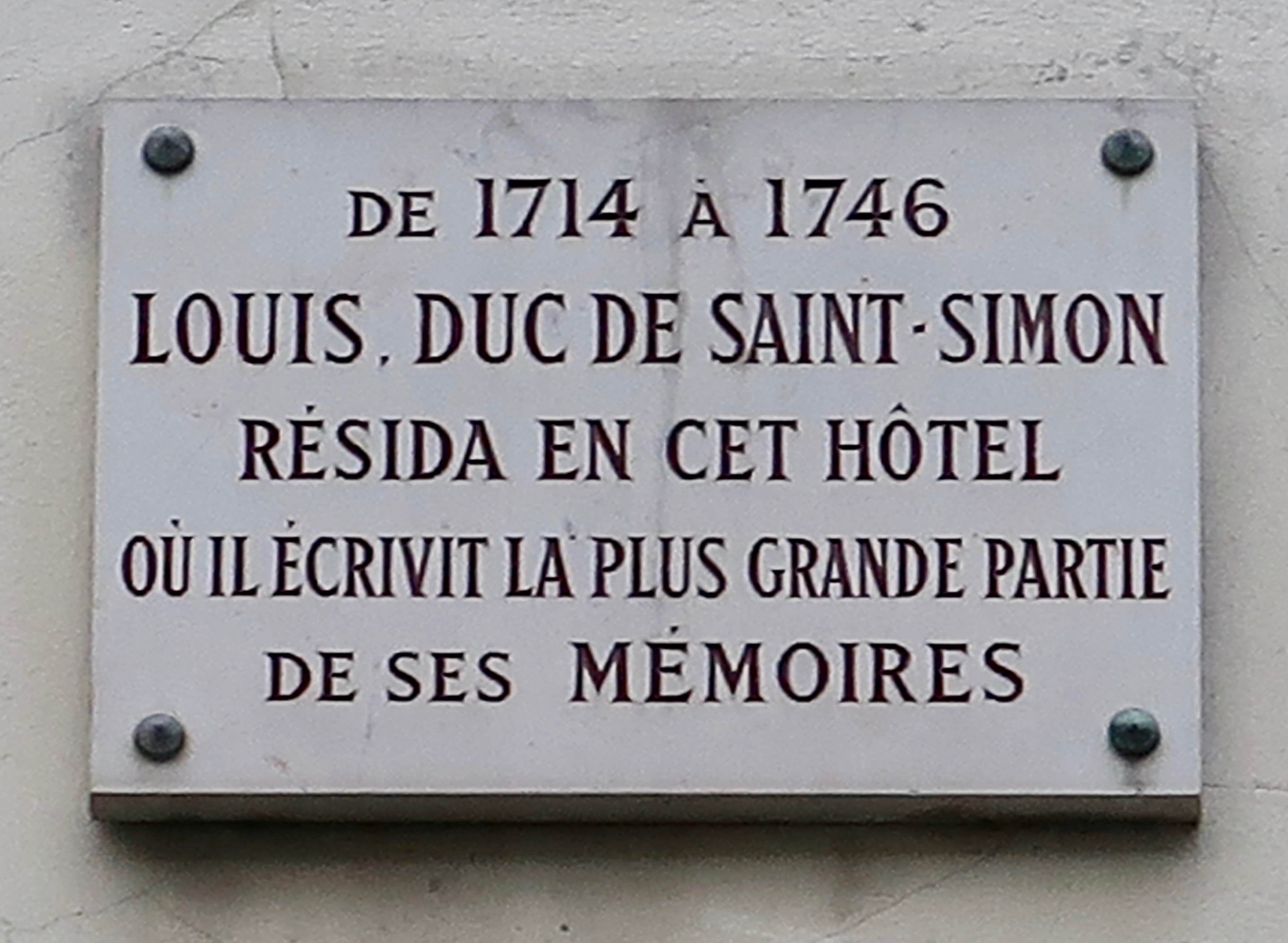
Plaque au no 218.
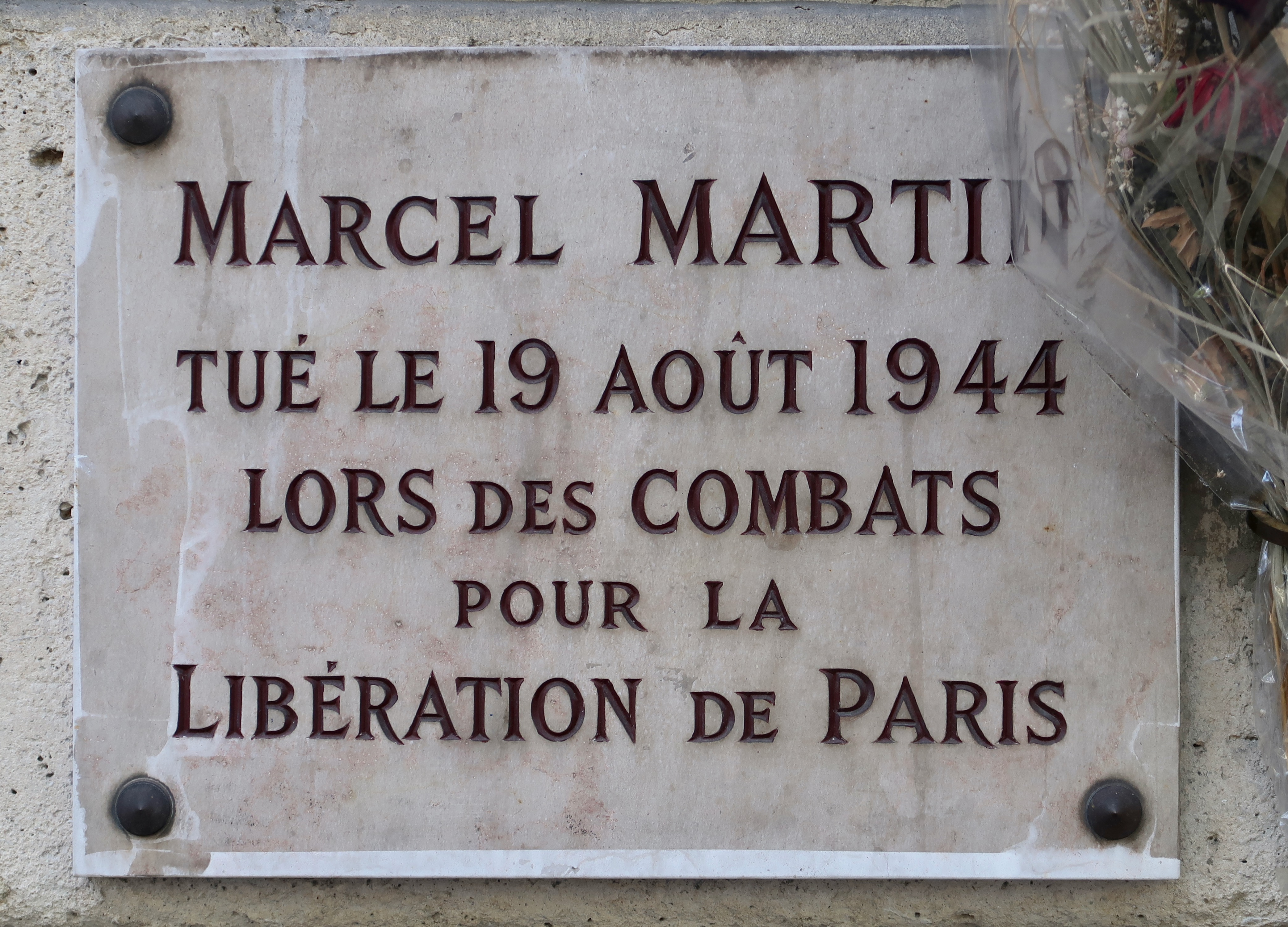
Plaque au no 221, en hommage à Marcel Martin, tué pour la Libération de Paris (1944)[69].
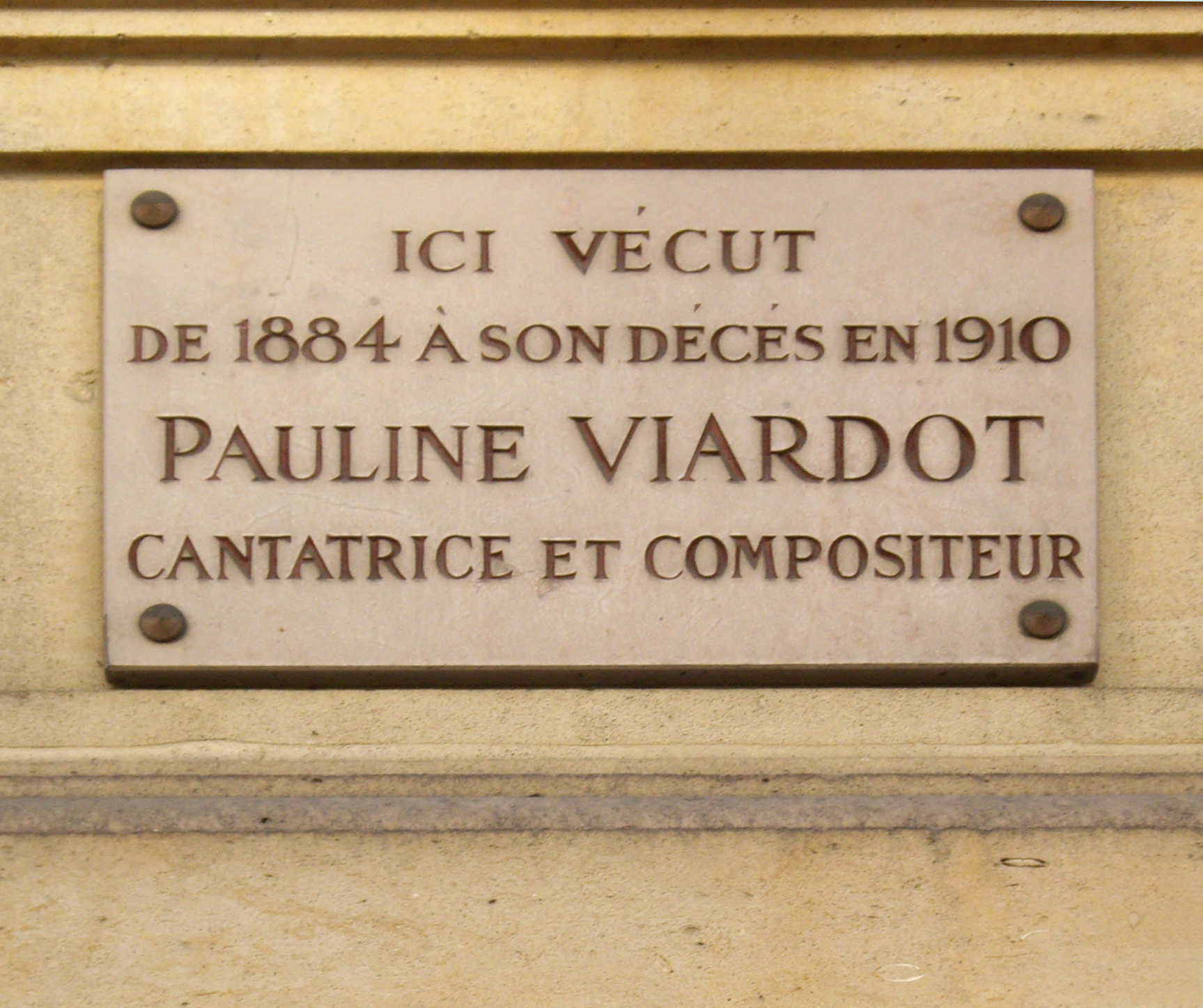
Plaque au no 243.
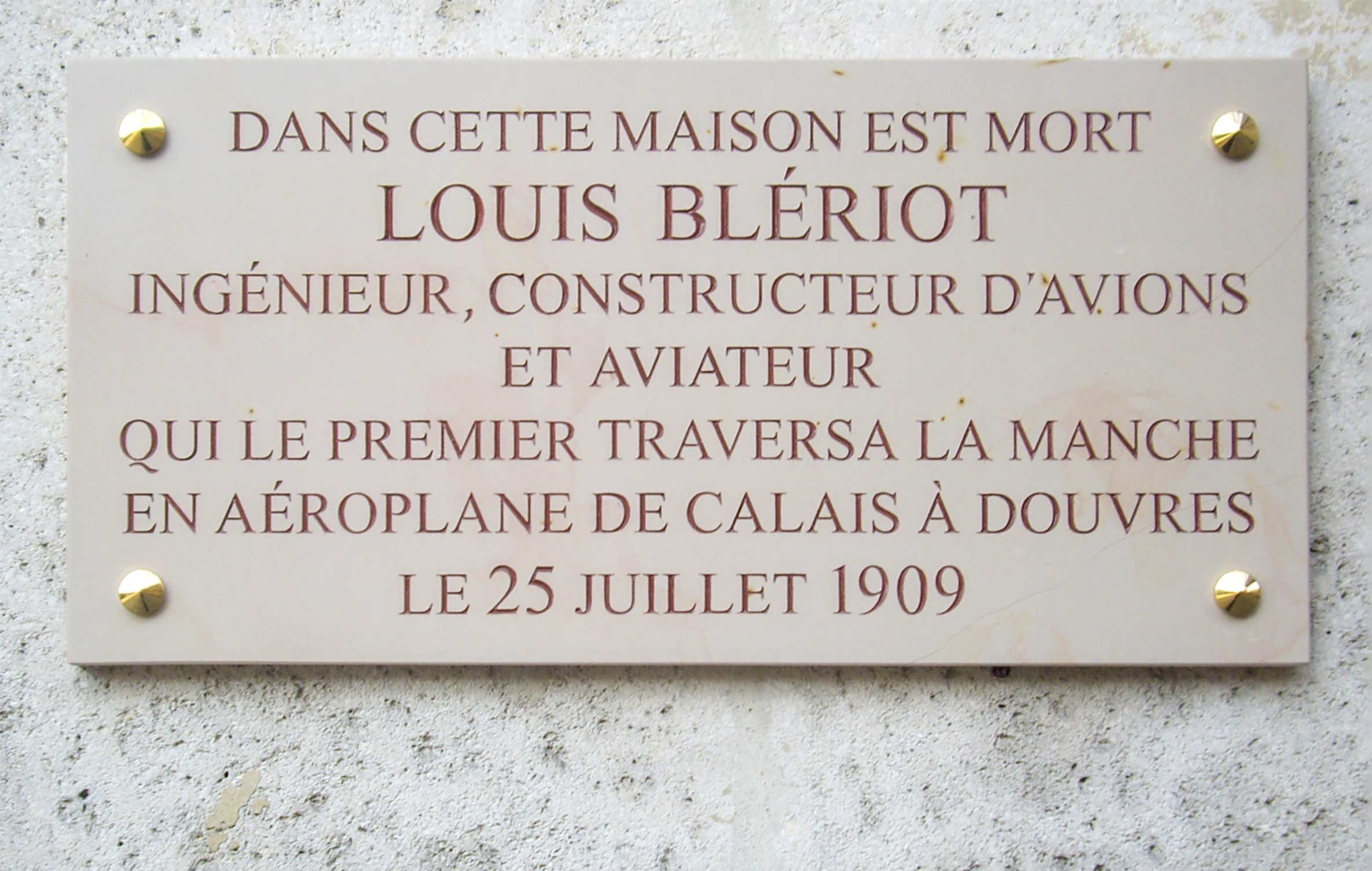
Plaque au no 288.
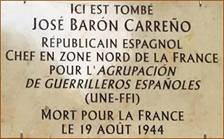
Plaque de la Libération de Paris devant le no 252 bis, à l'angle du boulevard avec la rue de Villersexel.